# 永厚陵
永厚陵是宋英宗赵曙的陵墓，位于河南省巩义市孝义街道，东南距永昭陵约500米，为宋陵孝义陵区的两座帝陵之一。永厚陵于治平四年（1067年）正月宋英宗驾崩后修造，共发动士卒三万五千人、石匠四千人。同年八月，宋英宗入葬永厚陵。

## 历史

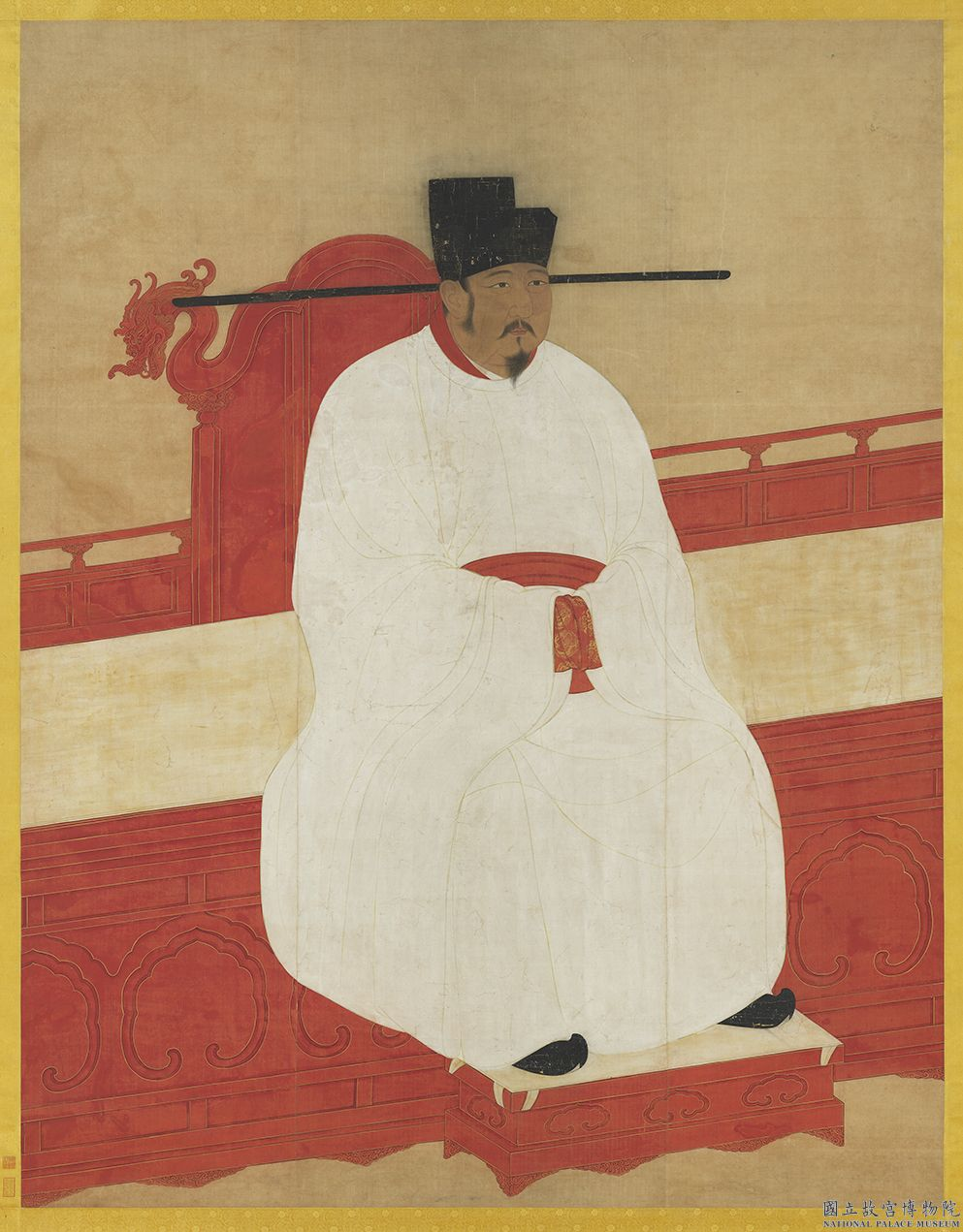
宋英宗赵曙画像

赵曙原名赵宗实，为宋太宗赵炅的曾孙，濮王赵允让第十三子，因宋仁宗皇子皆早夭，过继给仁宗为嗣，于嘉祐七年（1062年）八月被立为皇子，次年仁宗驾崩后继位。赵曙仅在位4年，于治平四年（1067年）正月八日驾崩，享年36岁，庙号英宗。
宋英宗驾崩后，赵顼继位，是为宋神宗。正月九日，命入内内侍省副都知石全育和张茂则都大管勾山陵修造事宜，命入内副都知李继和为山陵按行使、带御器械李若愚为副使，负责山陵选址和风水勘查。十日，命宰相韩琦为山陵使、龙图阁直学士李柬之为礼仪使，知制诰韩维为卤簿使，权御史中丞彭思永为仪仗使，龙图阁学士、权知开封府傅求为桥道顿递使、侍卫亲军步军副都指挥使宋守约为山陵都护、内侍押班张若水为山陵軡辖，开始山陵修造和丧礼准备。后来因官职变动，礼仪使由宋敏求接任，卤簿使由张掞接任，仪仗使先后由王陶、司马光接任。二十四日，韩琦上陵名“永厚陵”。
北宋皇帝奉行七月葬期，英宗的灵柩于同年八月八日出殡，二十七日入葬永厚陵。

## 布局

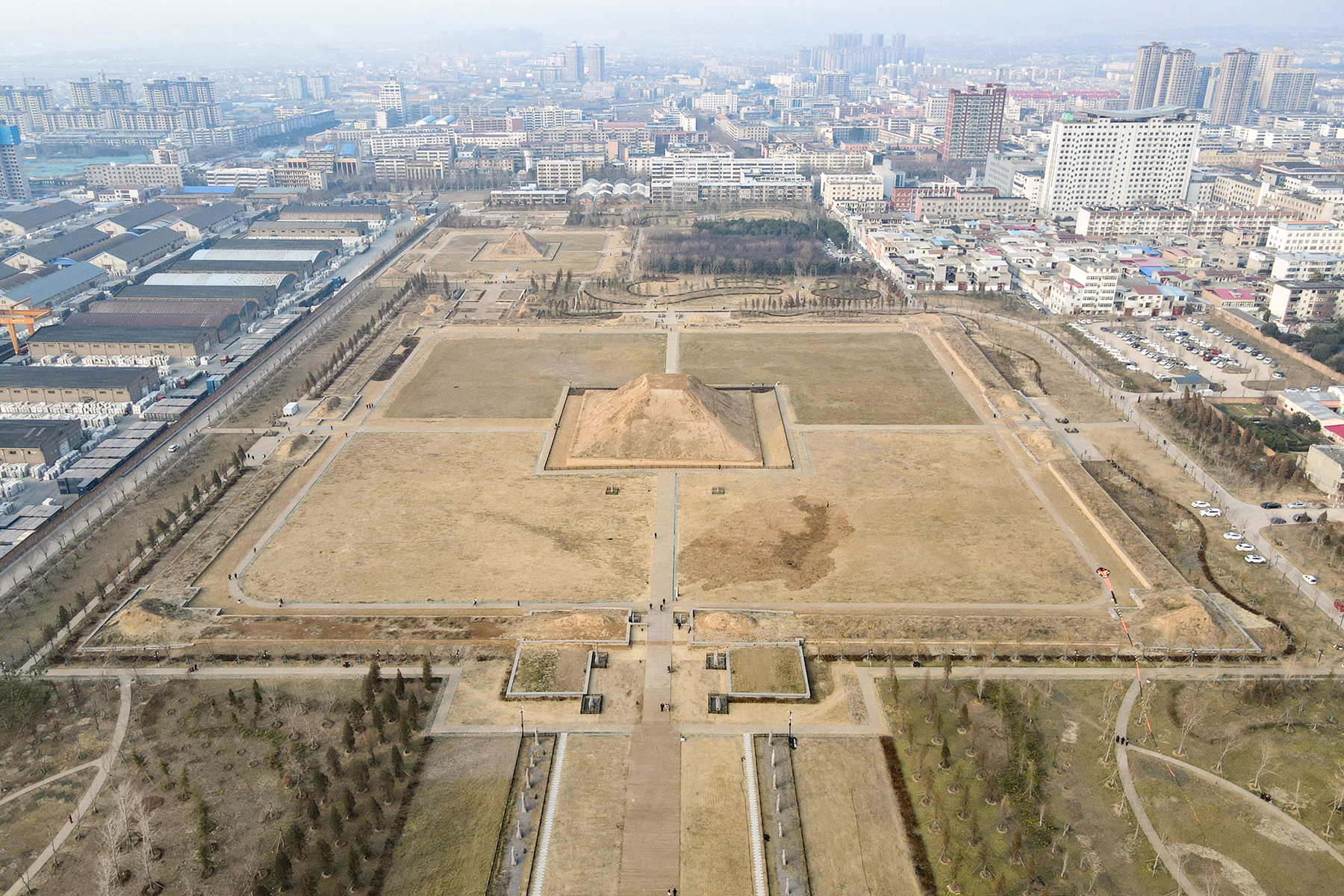
永厚陵宫城，左上角为祔葬的宣仁圣烈高皇后陵

永厚陵南北长约750米，东西宽约300米，布局与宋陵中其他帝陵大致相同，由上宫、下宫、皇后陵和陪葬墓组成:173。

### 上宫
永厚陵上宫地势南高北低，地面上各主要建筑的基址皆存。宫城为上宫的核心区域，正中央为陵台，呈方形覆斗状。现存陵台底部边长55-57米，顶部边长14米，高14.8米。陵台下为地宫，永厚陵的地宫据记载“方三丈，深二丈三尺；麓巷长八十三尺，深阔一丈八尺。自平地至深六十三尺，隧道长四百七十尺”，实际情况尚待考。陵台四周为神墙，四面正中置神门，四角置角阙，现存四神门两侧门阙和四座角阙的夯土基址，据基址位置实测，永厚陵宫城边长为240米:173。
宫城南神门以南约137米处为乳台，乳台分东、西两座，现存基址间距45米，平面均略呈长方形。乳台以南143米处为鹊台，亦为东、西两座，现存基址间距44米，平面呈方形:173。

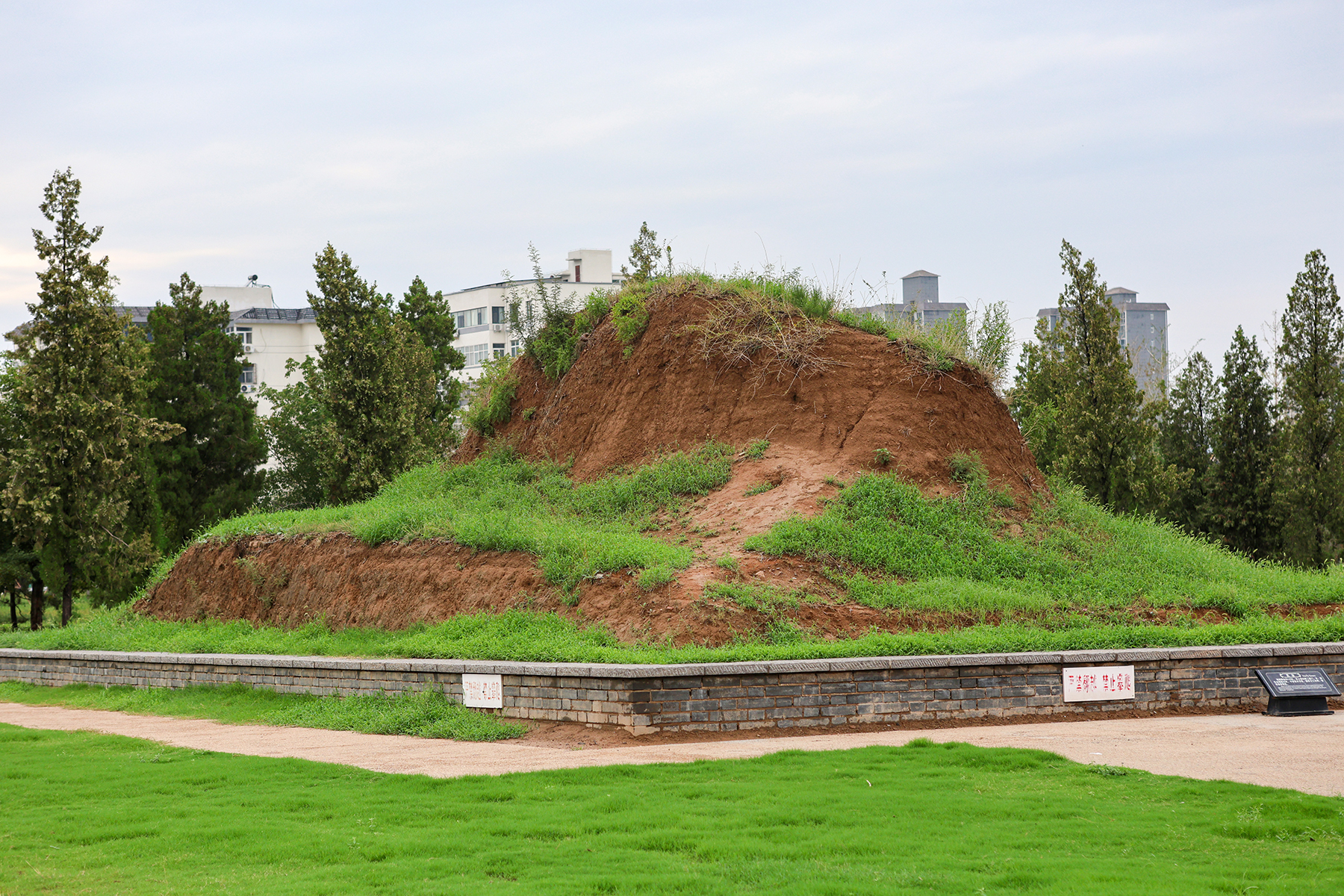
西乳台基址
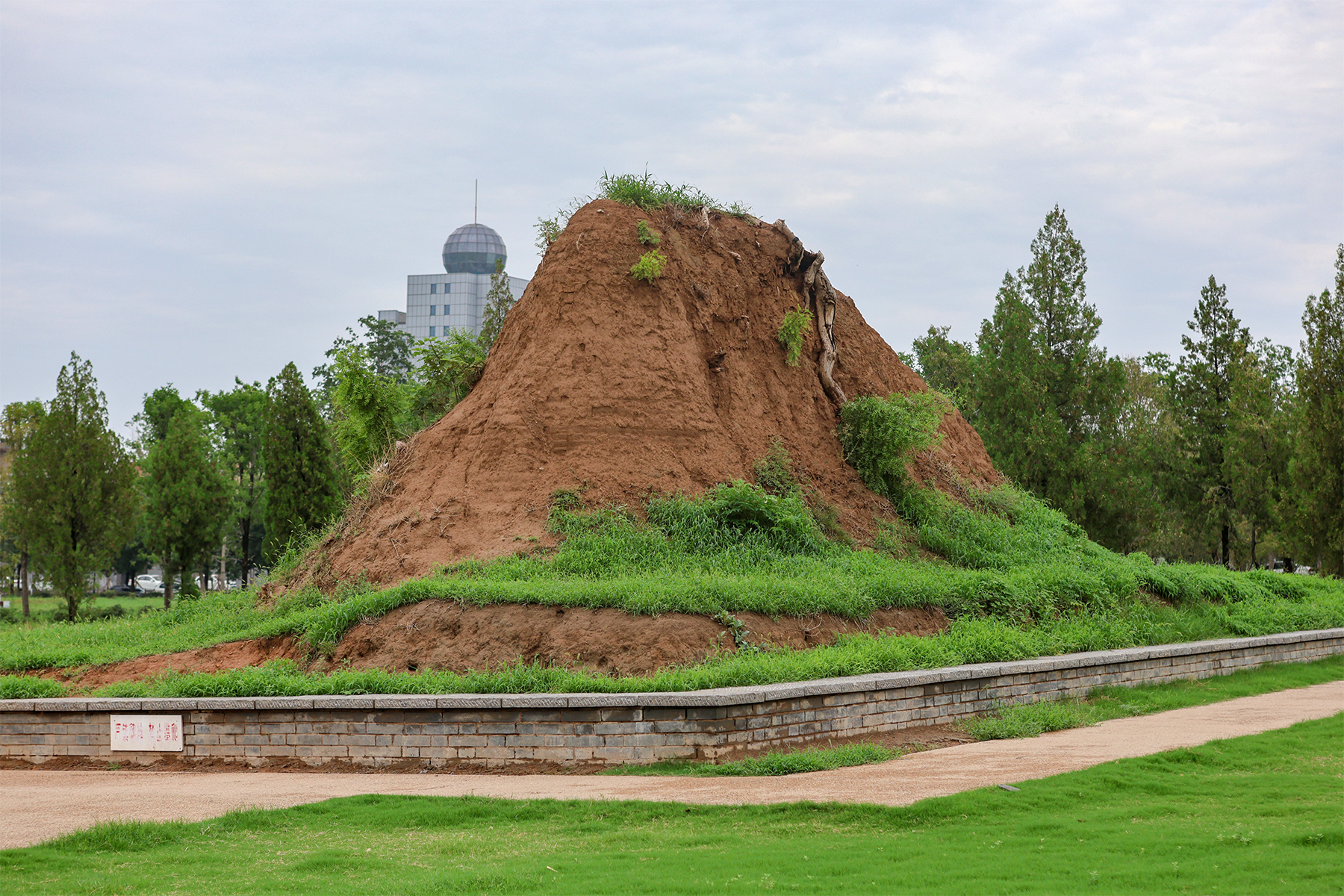
东乳台基址

#### 石像
永厚陵上宫地面上现存石像56件，除东、西、北三神门外的门狮外，其余石像均分列于乳台以北的神道东西两侧，东西两列石像生间距40.6米，每列的石像与石像间距4.3-5米:173。因永厚陵的建造时间与永昭陵仅相差四年，两陵石刻的艺术风格相似，开始趋于写实:457。

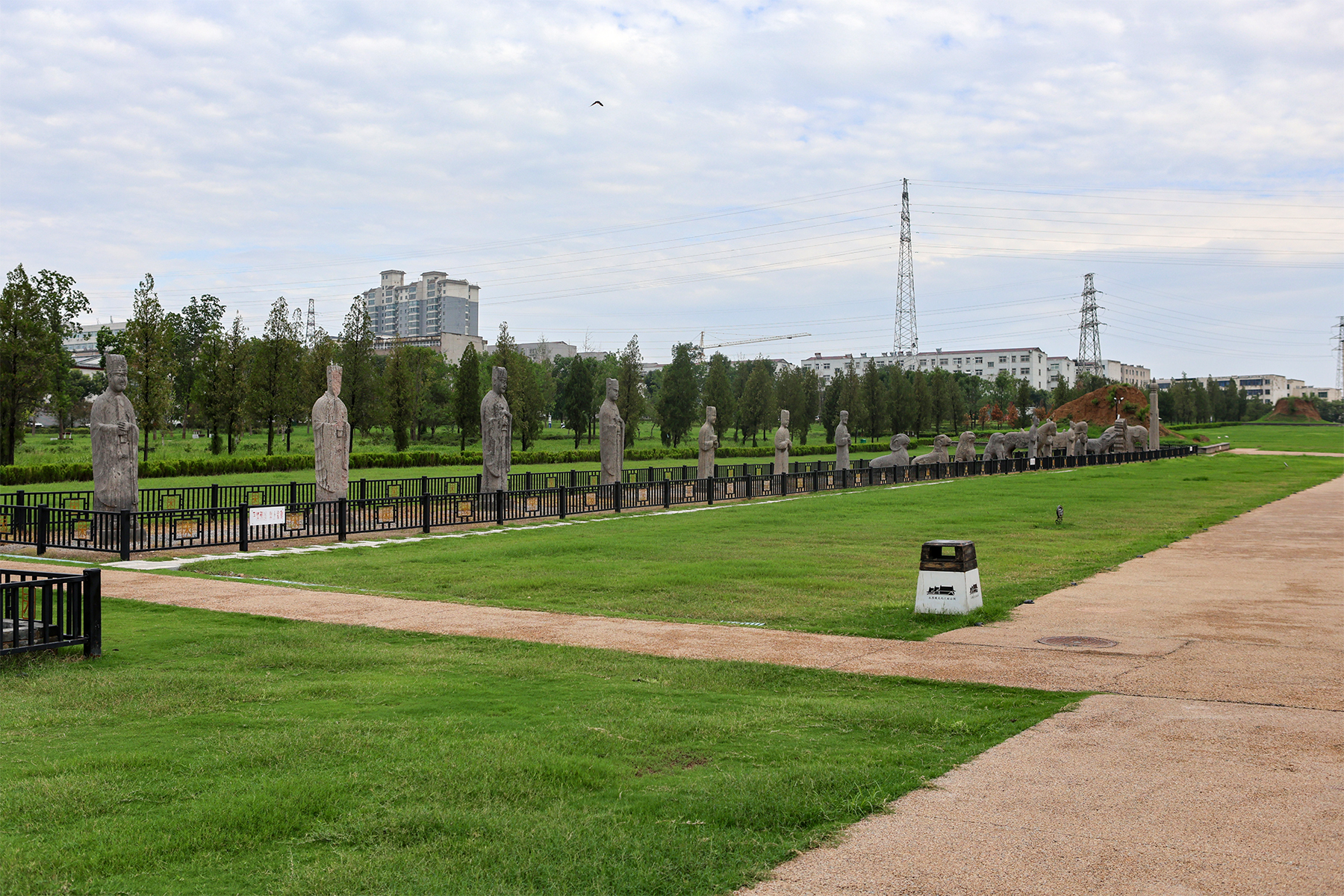
神道东侧石像生
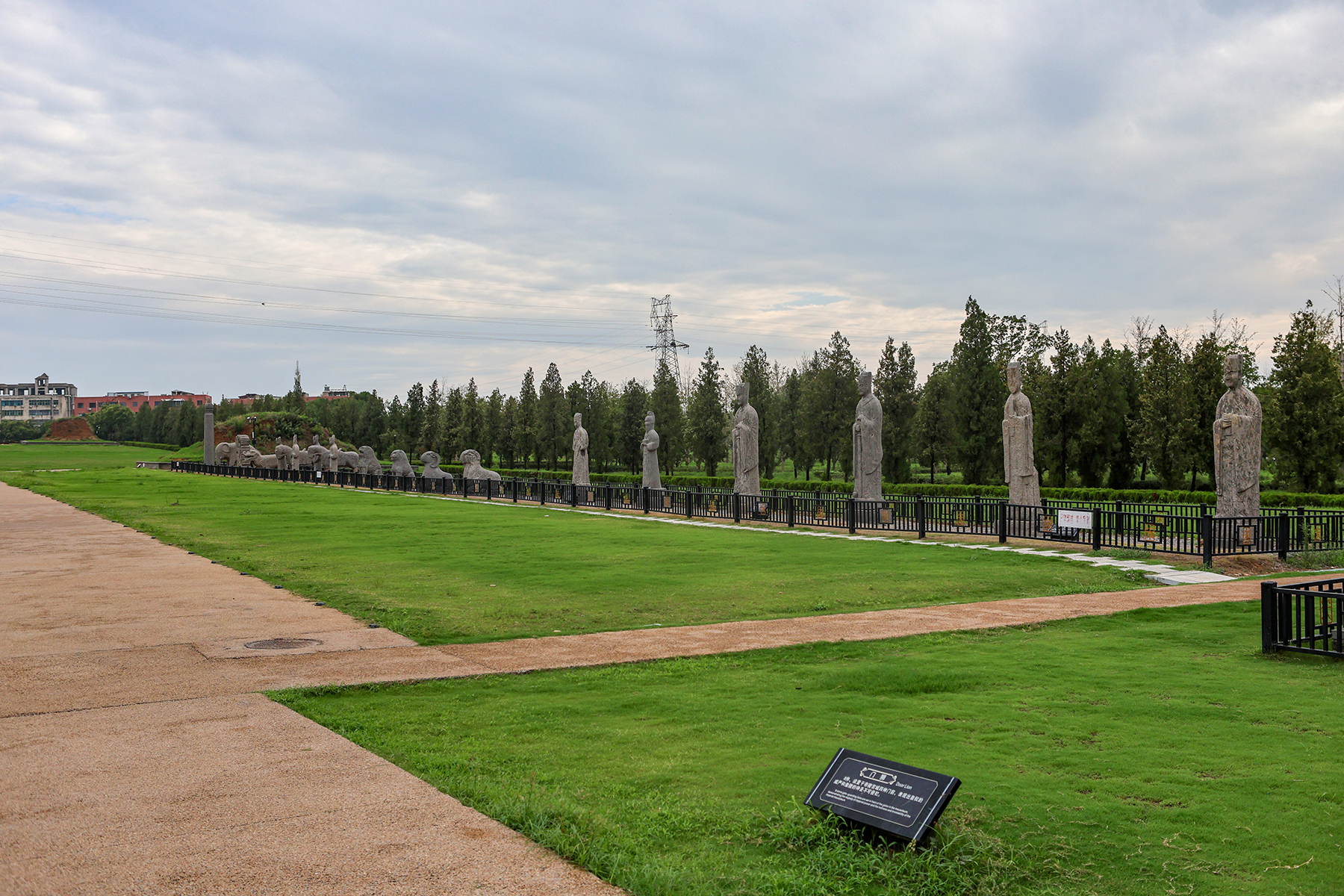
神道西侧石像生

永厚陵神道两侧的石像从南向北依次为：
- 望柱两件：东西列各一件望柱，柱身有八个棱面，较之前各帝陵为细[9]:173-175。

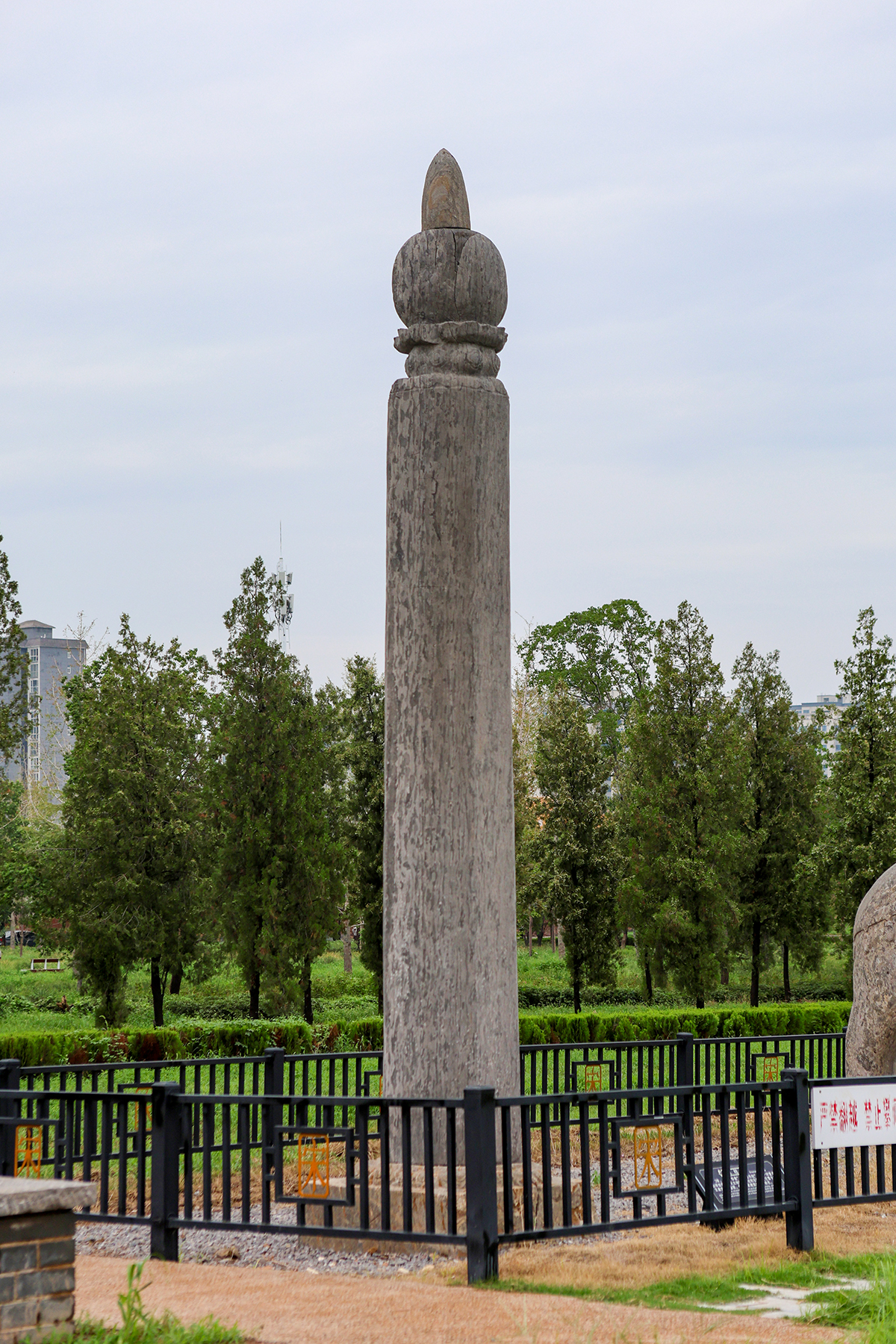
石望柱（西列）
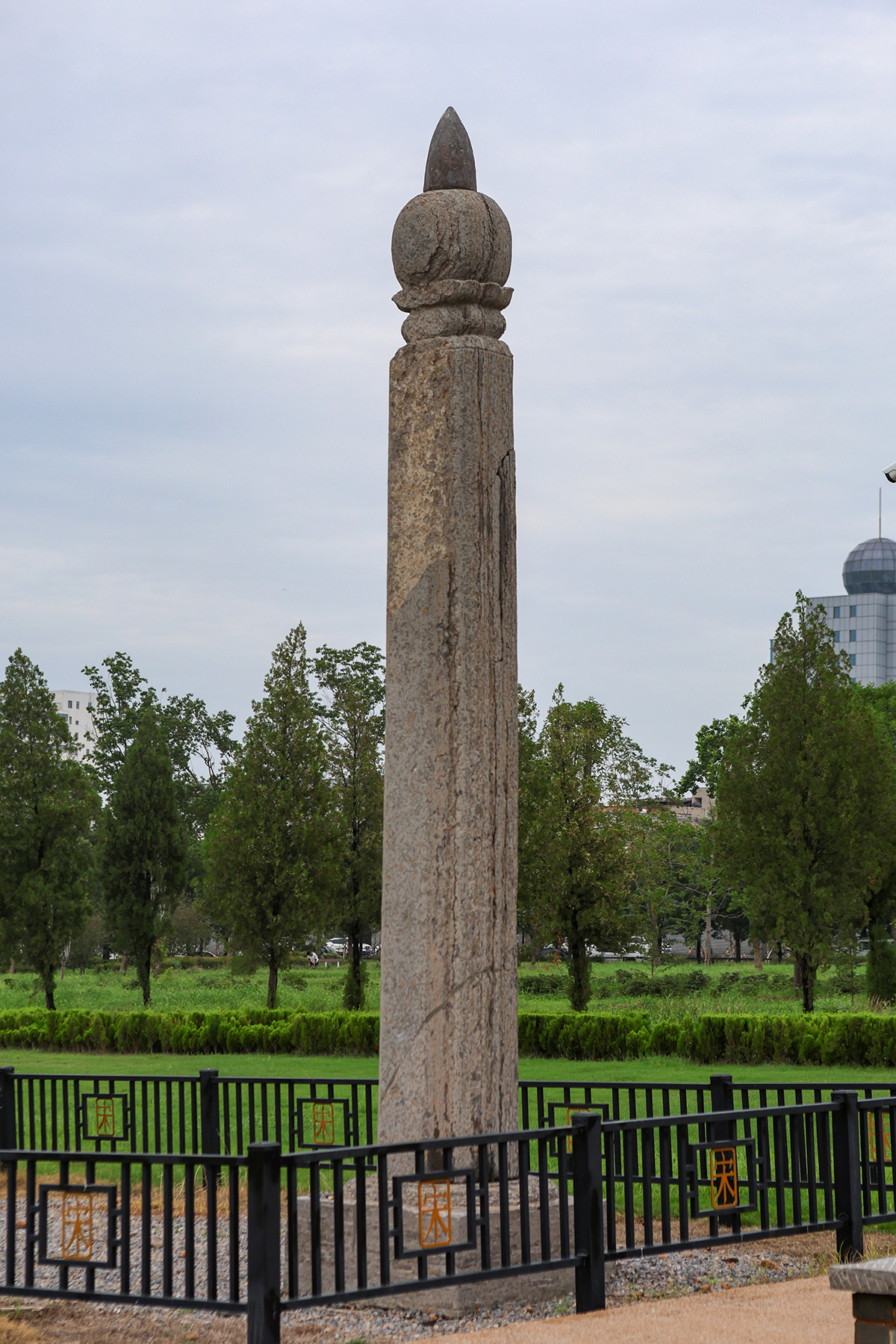
石望柱（东列）

- 象与驯象人两组：东西列各有一组象与驯象人石像，每组包括一件石象和一件驯象人石像。西列的一件驯象人已缺失，故现存象两件和驯象人一件。象四肢站立，象鼻拄地，象头上系络头，象背上披鞯褥。鞯褥两侧的莲花蹬下浮雕有一只小熊，反映出北宋中期石刻趋于写实的风格。驯象人石像位于东列象南侧，仅存部分身体[9]:175。

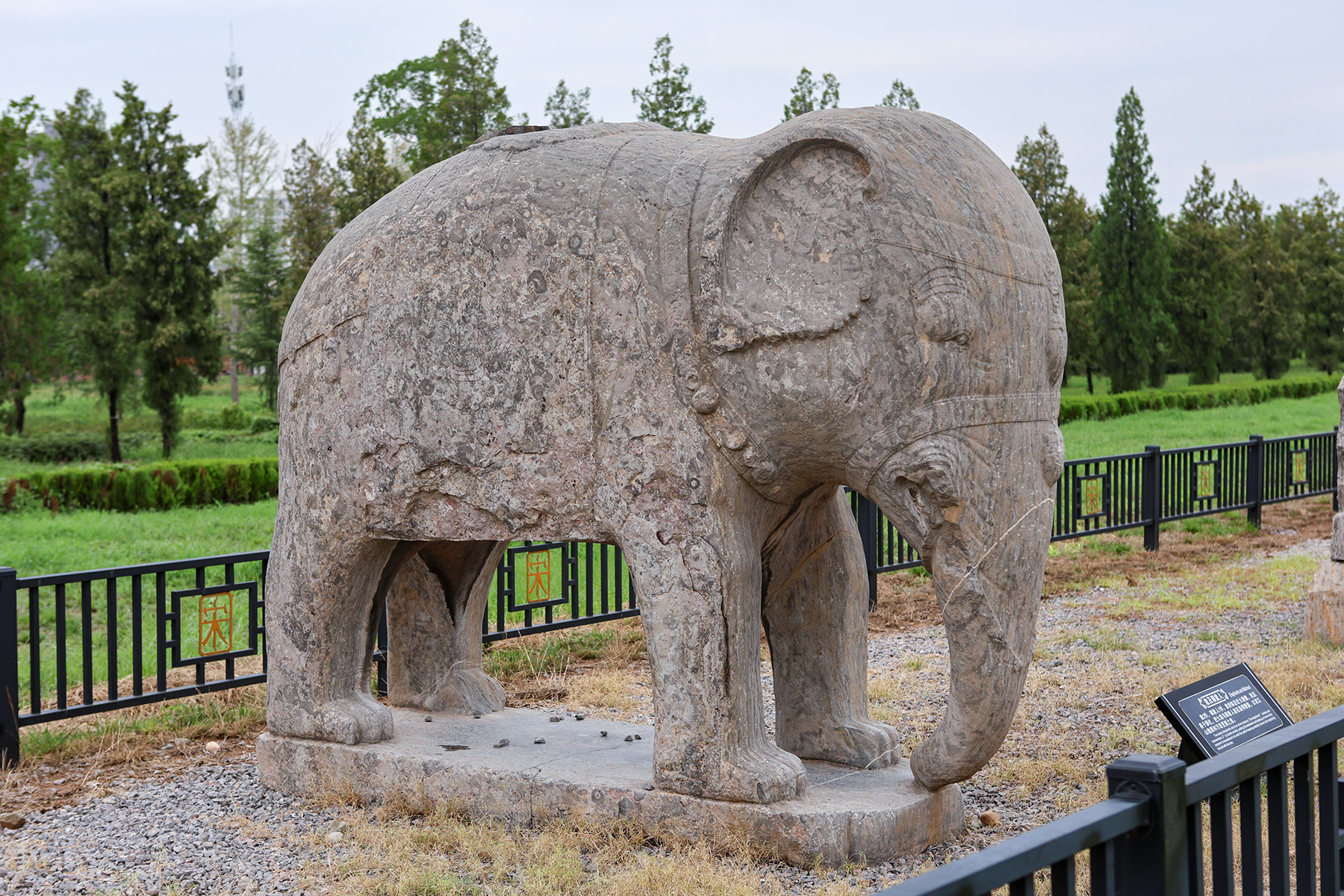
石象（西列）
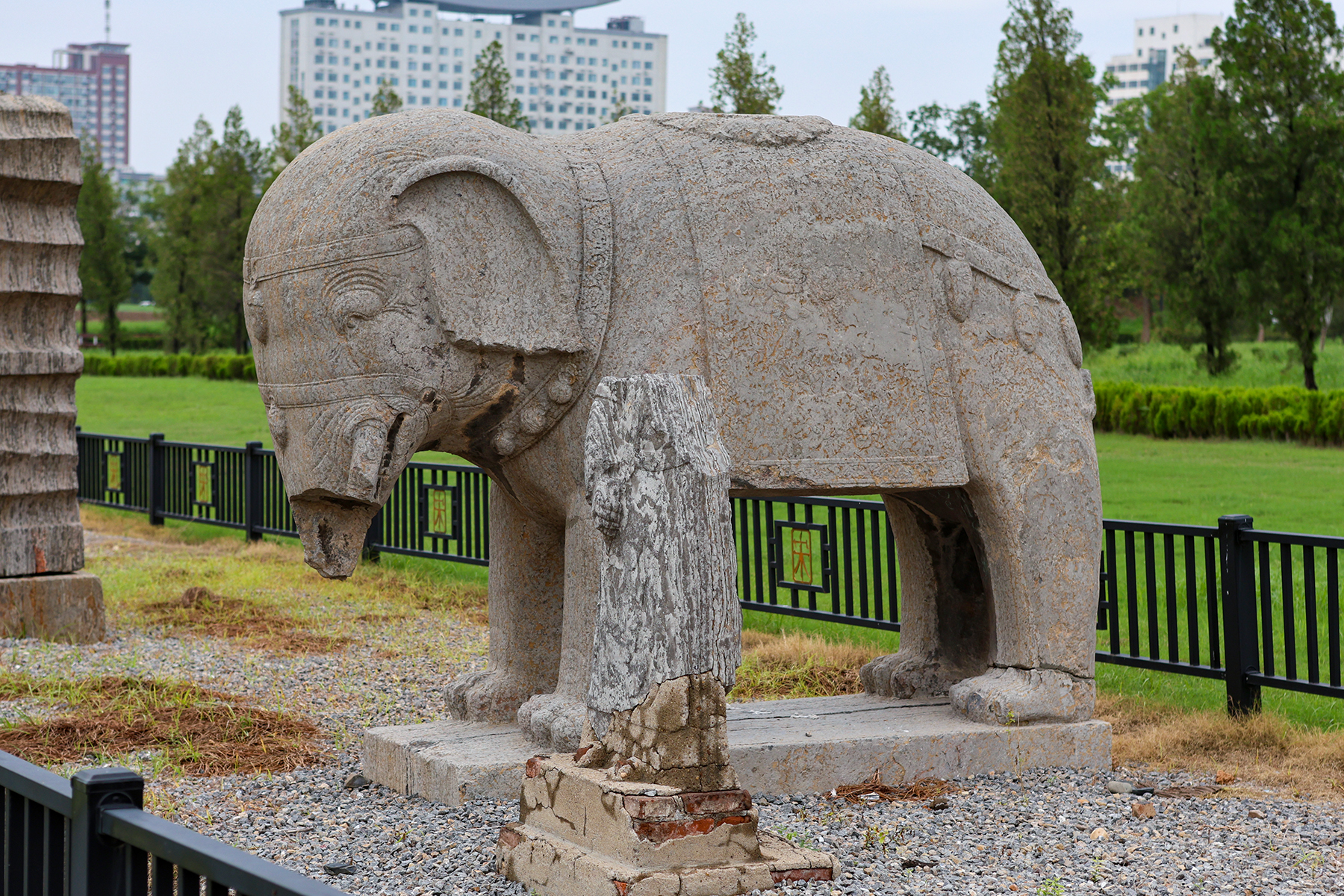
石象与驯象人石像（列）

- 瑞禽石屏两件：东西列各一件瑞禽石屏，石屏顶呈山形，正面背景为宝山纹。瑞禽为马首禽身，展翅卷尾，作回首恐吓洞中小兽状[9]:175。

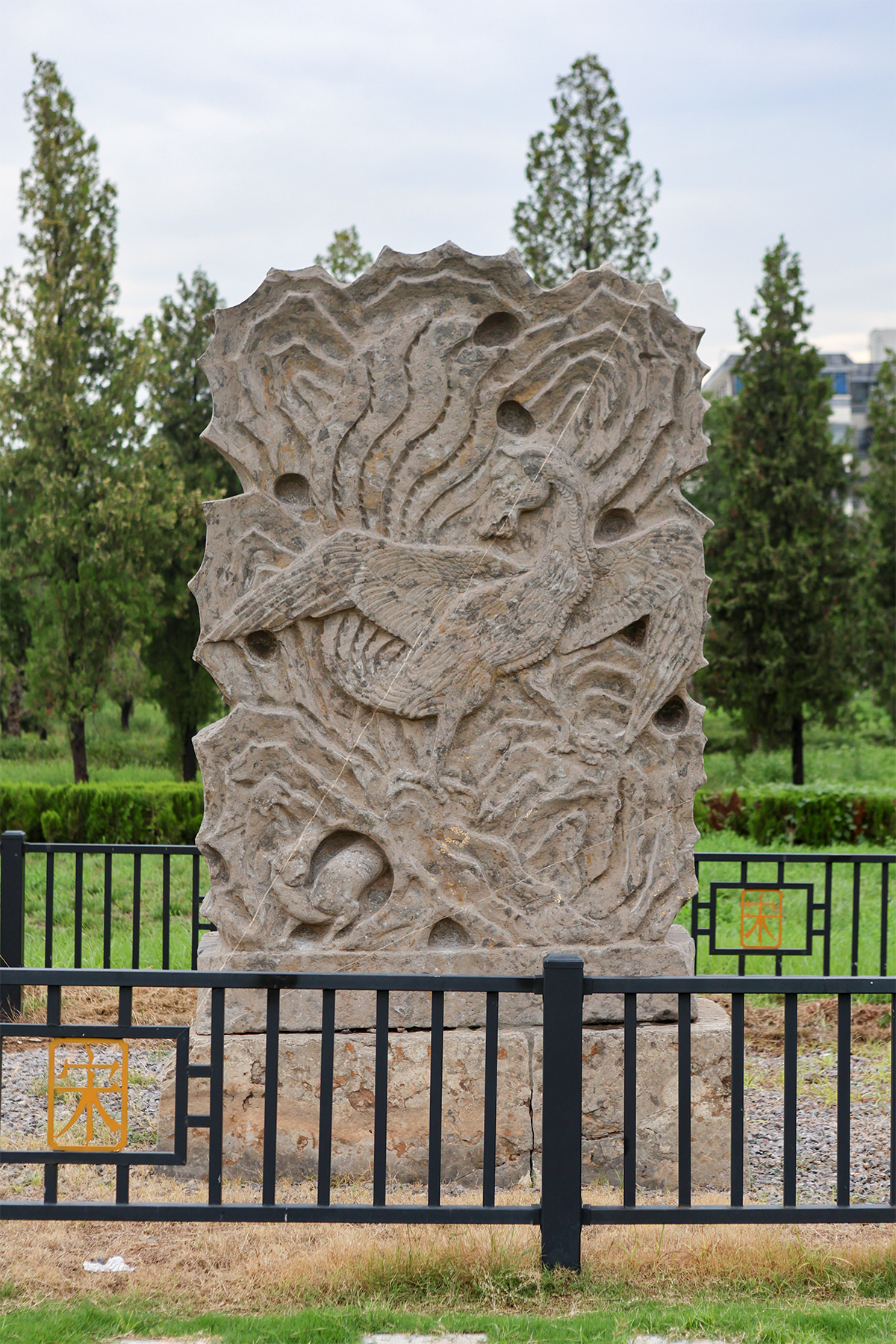
瑞禽石屏（西列）
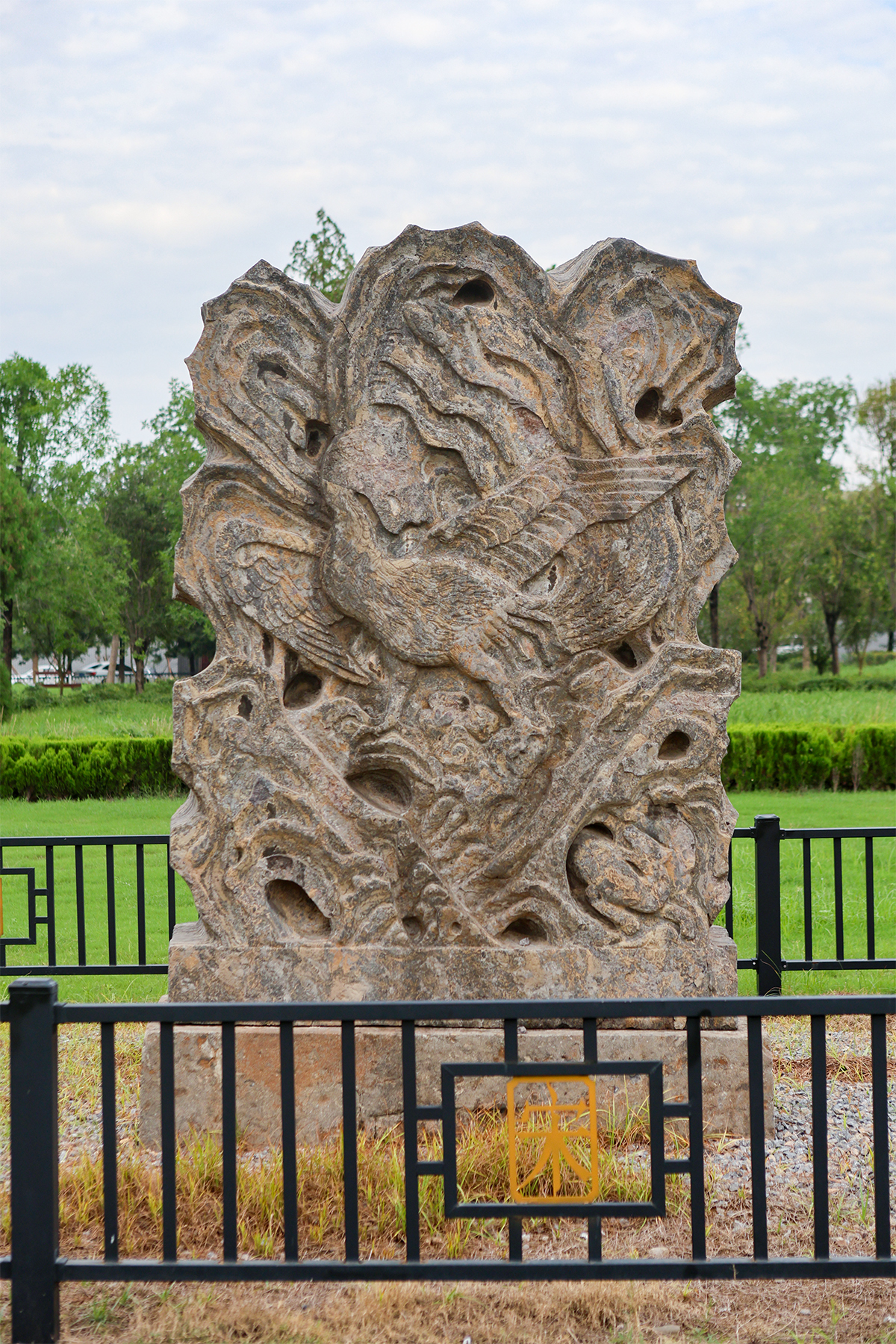
瑞禽石屏（东列）

- 甪端两件：东西列各一件甪端，东列的甪端为合口，上唇向下翻卷；西列的甪端为张口，上唇向上翻卷[9]:175。

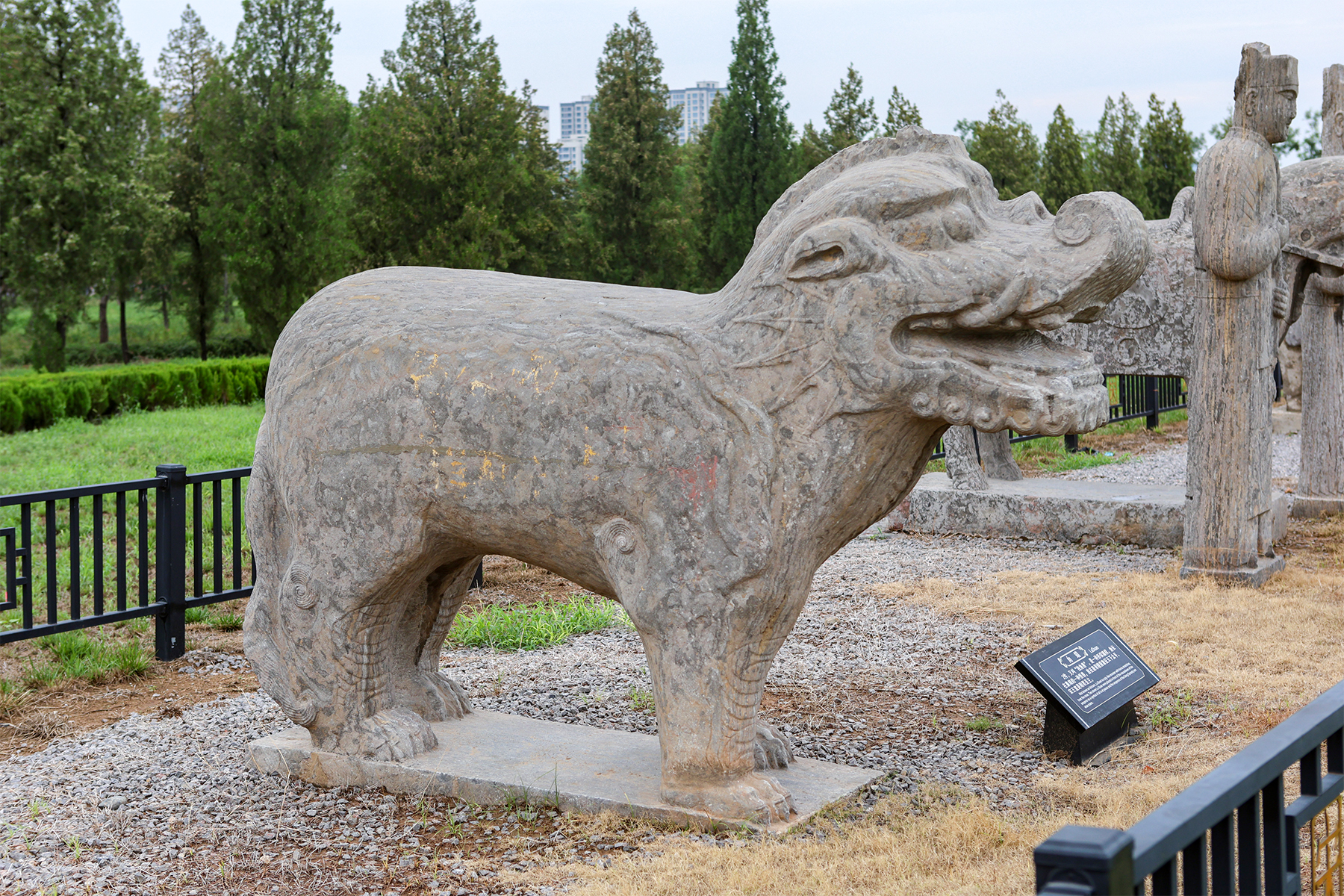
石甪端（西列）
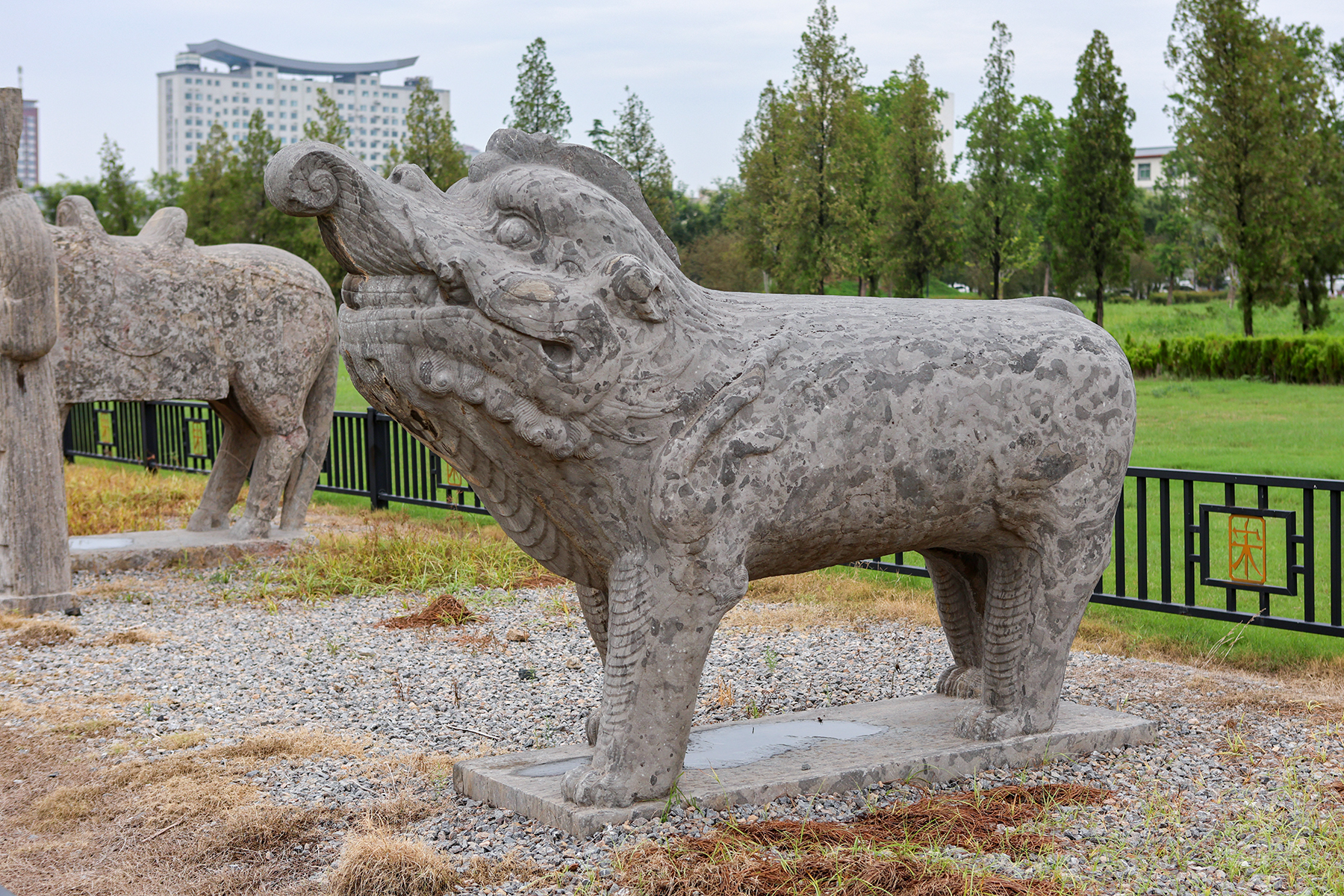
石甪端（东列）

- 马与控马官两组：每组包括一件石马和两件控马官石像，东西列各两组，共有四件石马和八件控马官石像。马身较瘦长，头部上扬，后腿略弯曲，显得前高后低。控马官头戴幞头，身穿窄袖袍服，腰束革带，身前垂二斤带[9]:175。

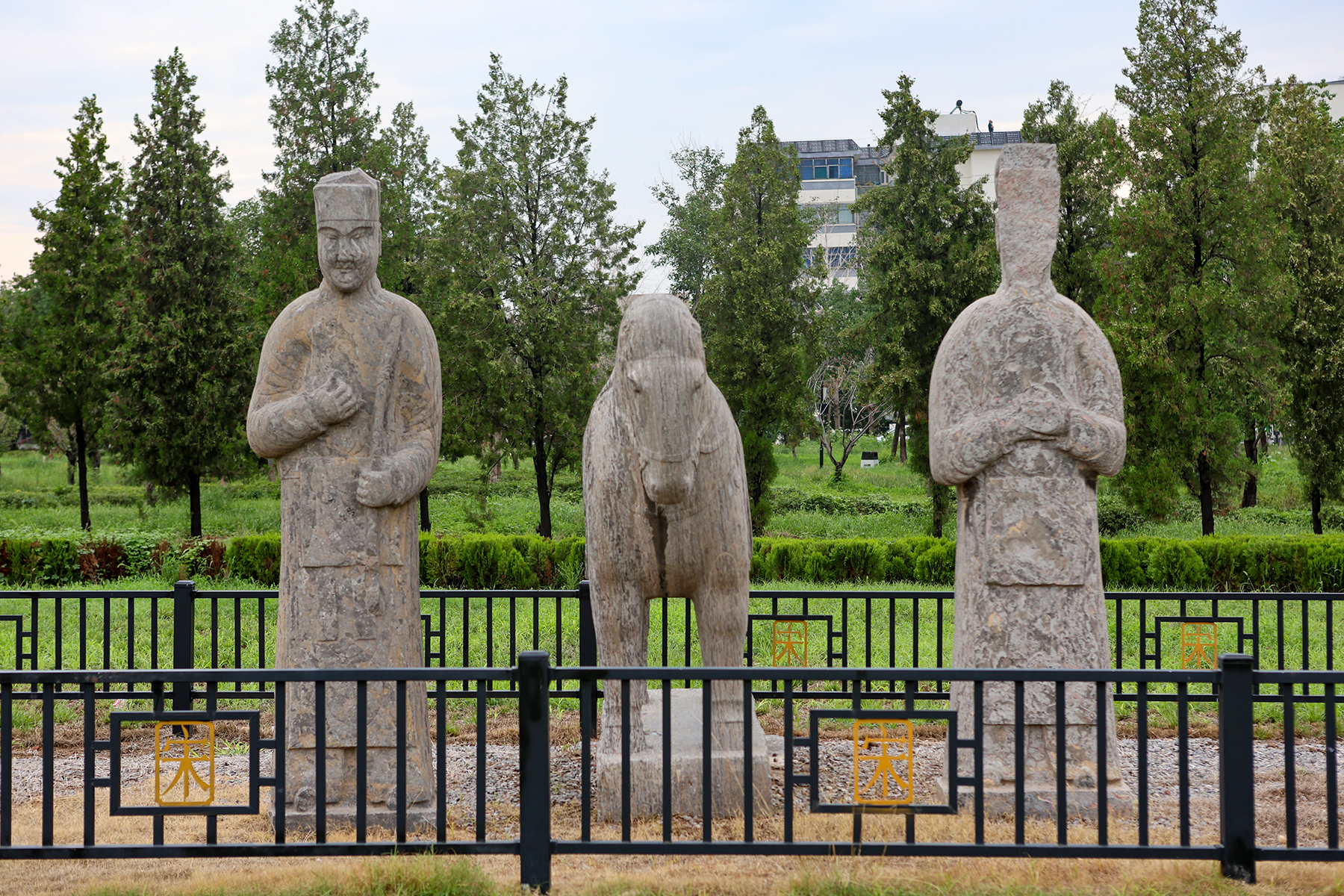
石马与控马官石像（西列南一）
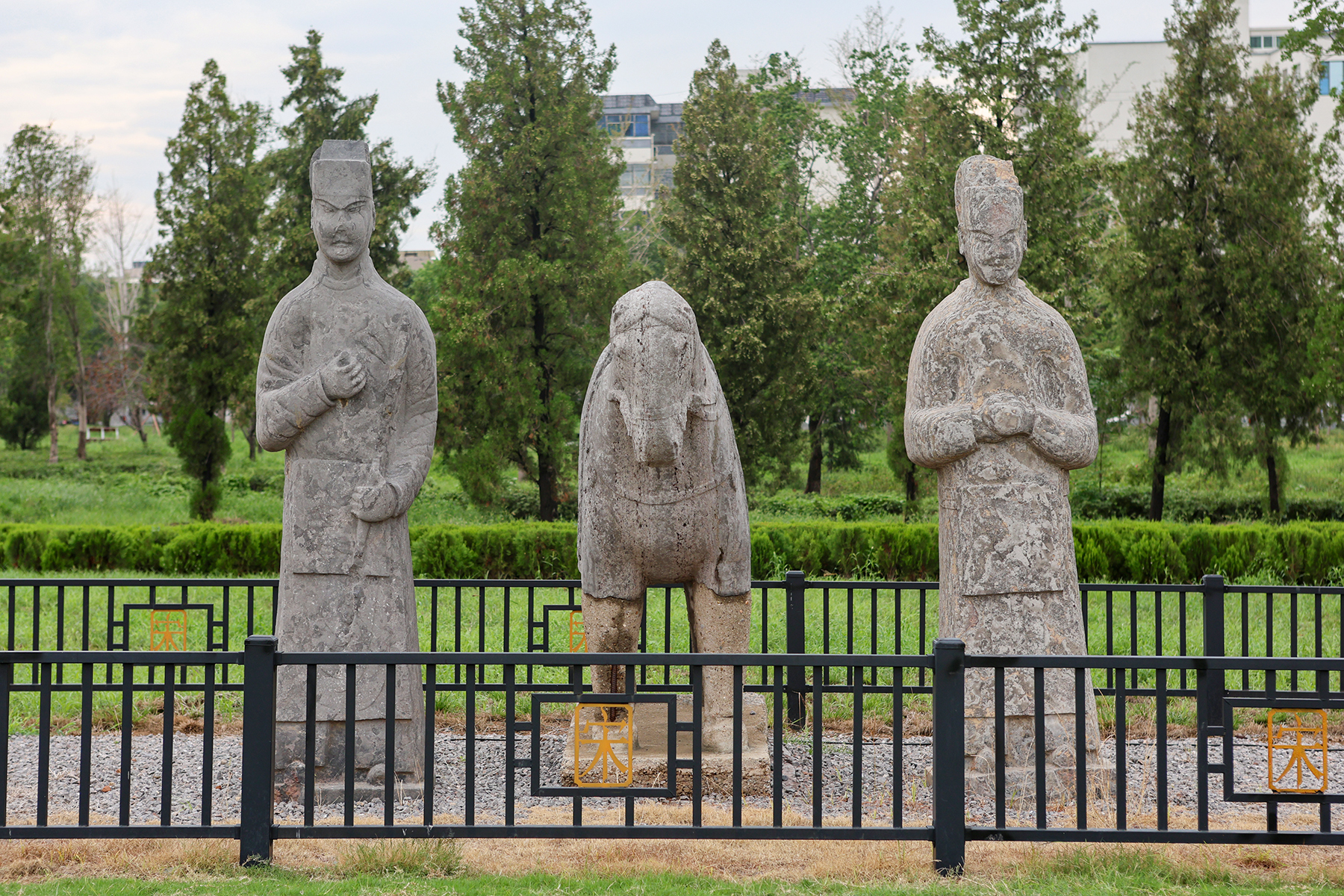
石马与控马官石像（西列南二）
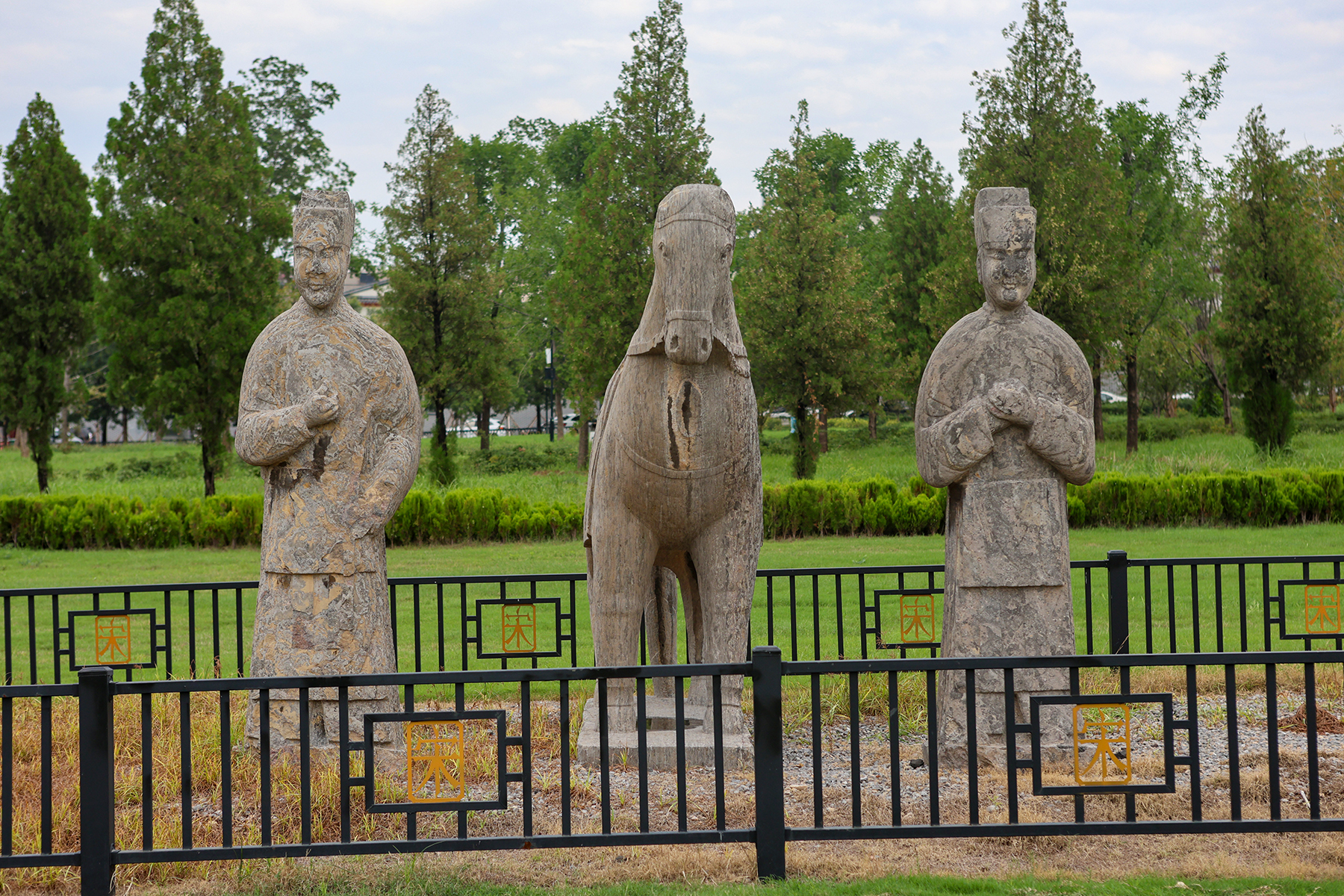
石马与控马官石像（东列南一）
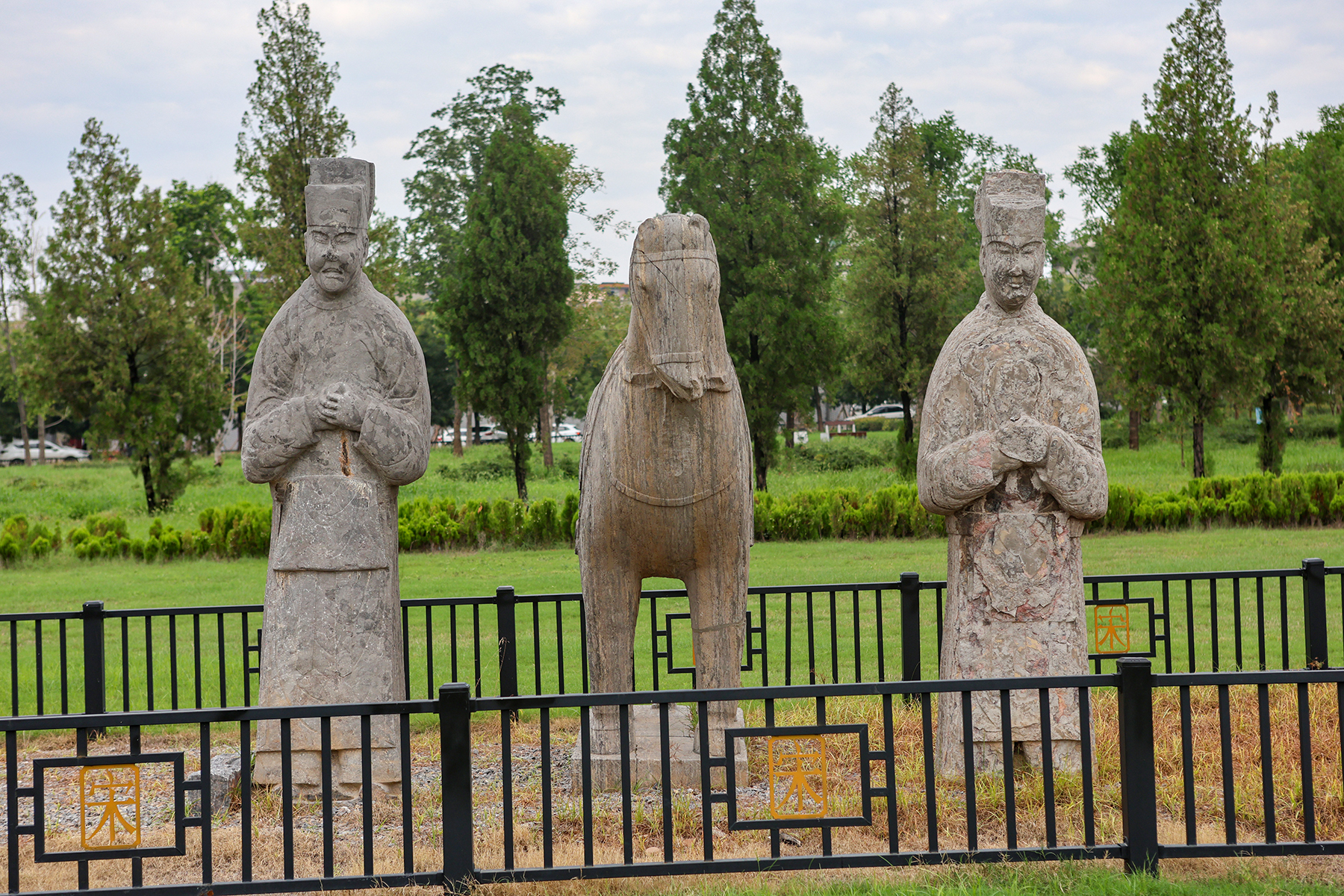
石马与控马官石像（东列南二）

- 虎四件：东西列各两件石虎，均为昂首蹲坐姿态，西列的南虎为张口吼叫状，其余三件石虎均为合口[9]:175。

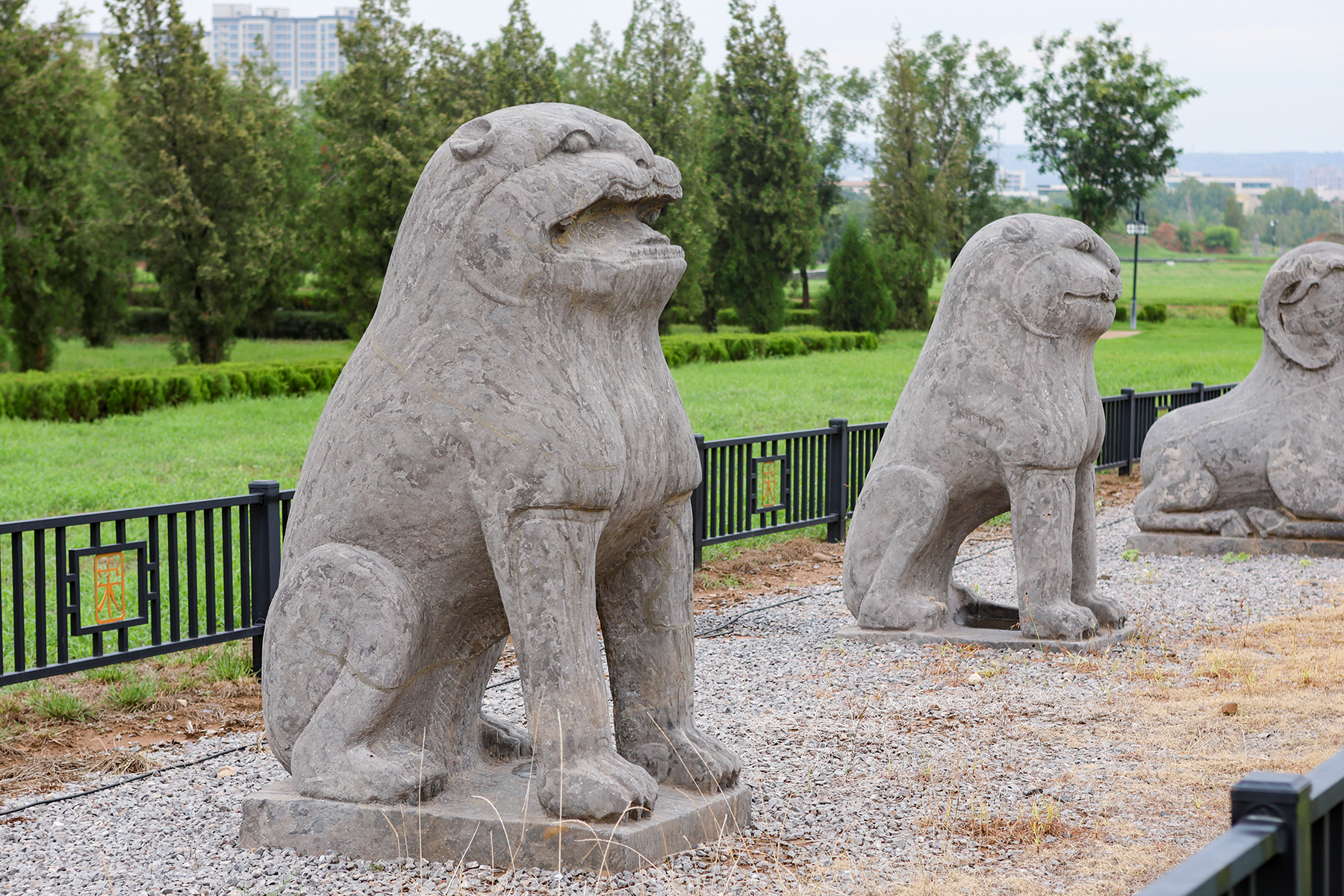
石虎（西列）
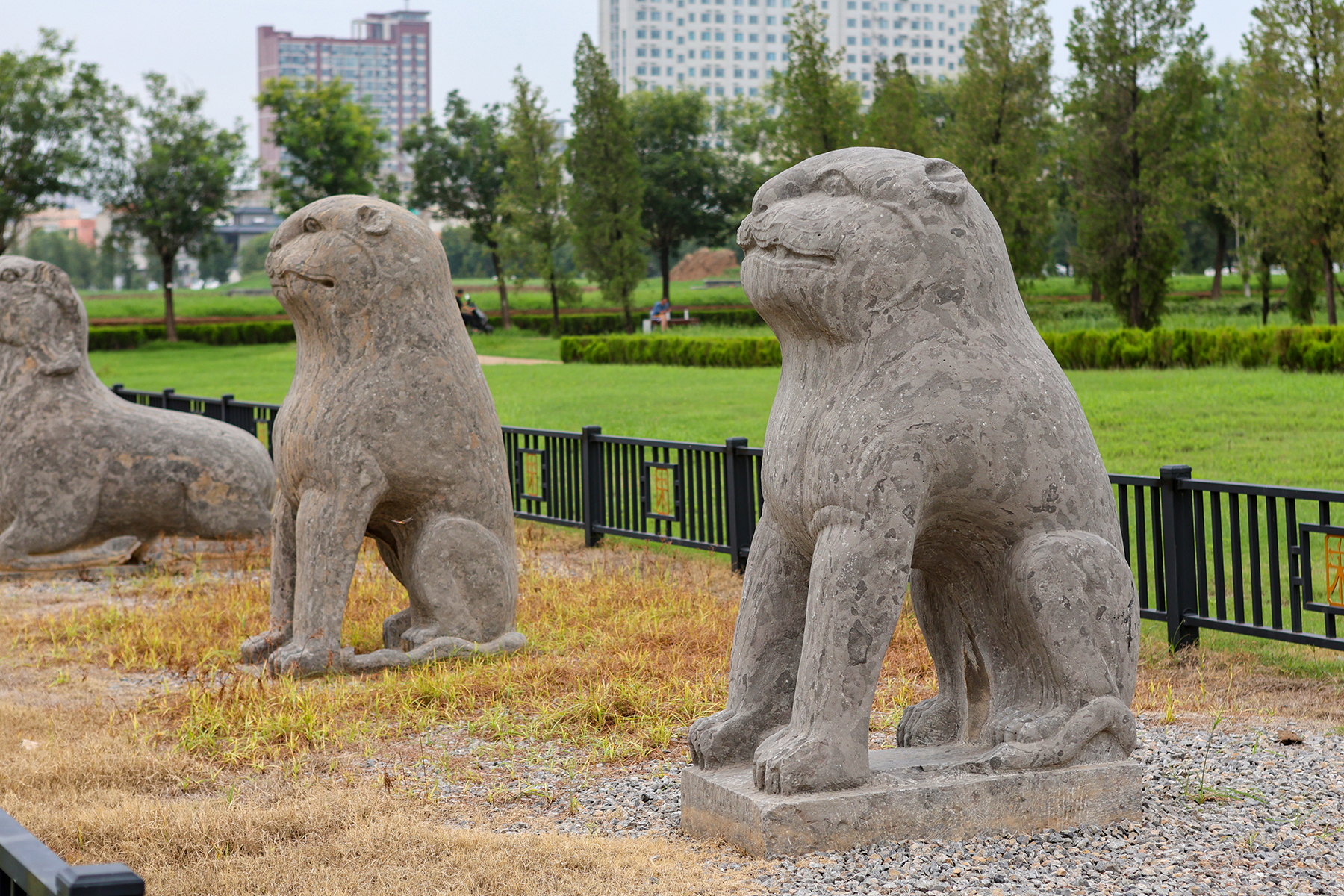
石虎（东列）

- 羊四件：东西列各两件石羊，均为昂首跪卧姿态，合口，长角弯曲[9]:175。

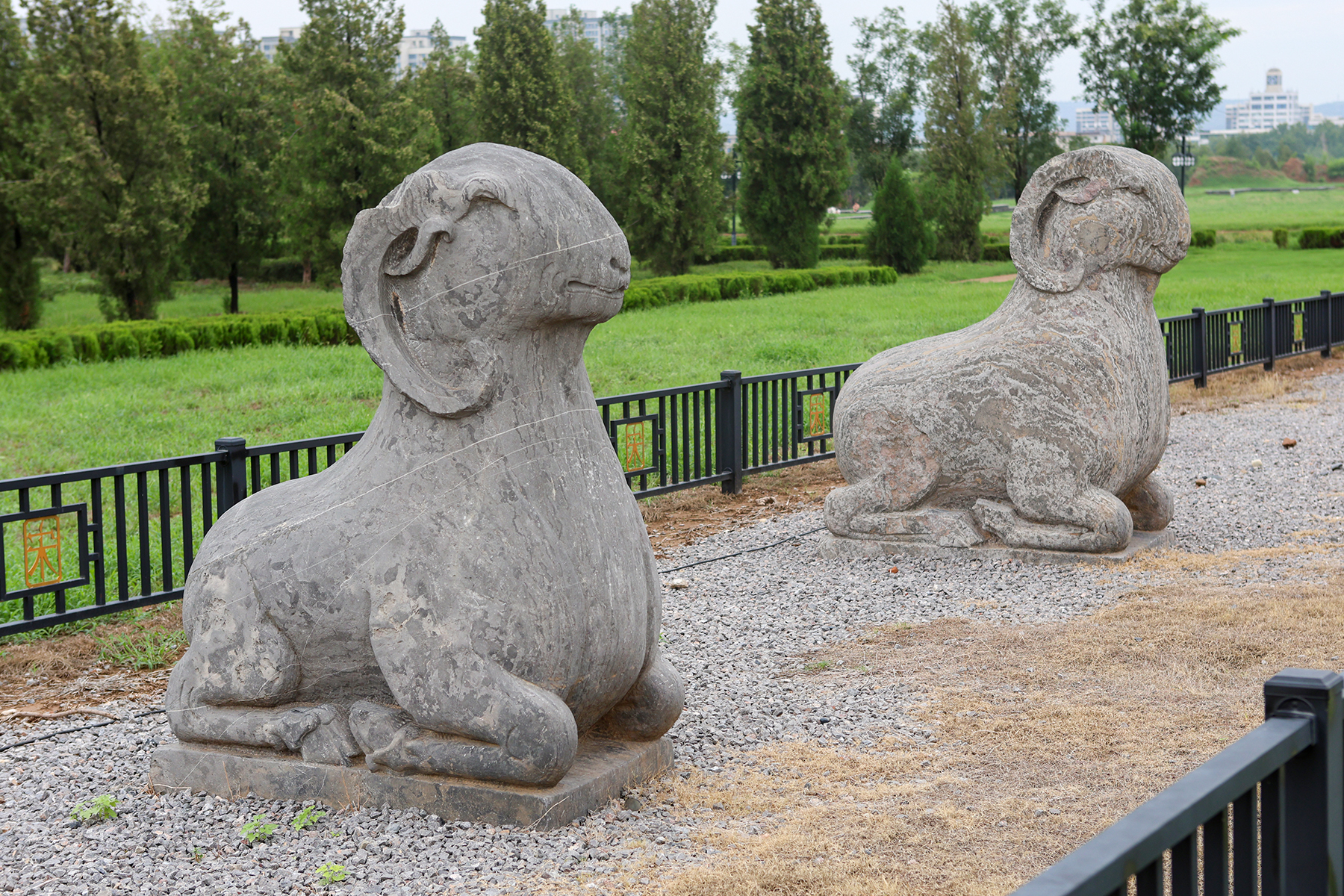
石羊（西列）
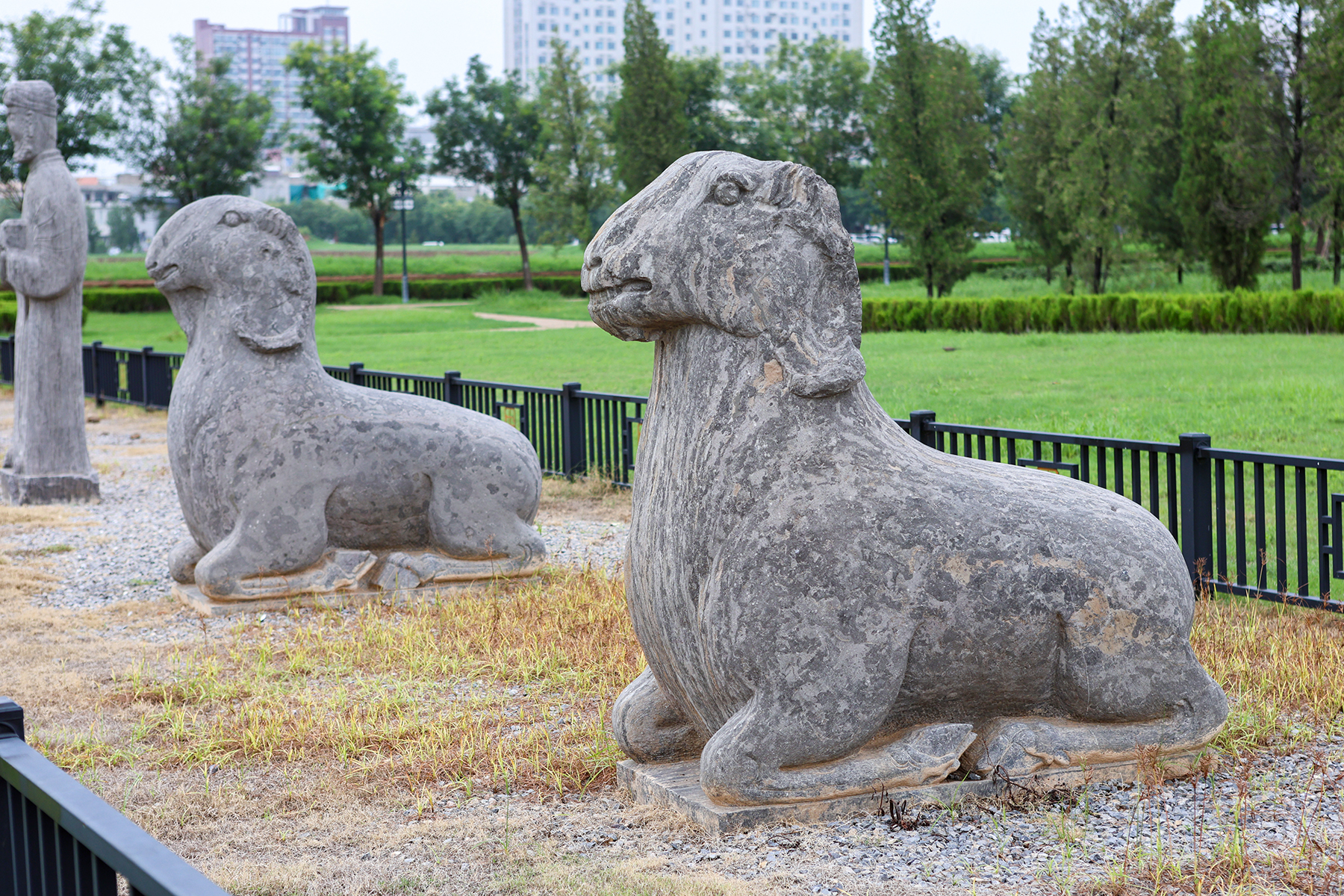
石羊（东列）

- 客使五件：客使石像按制应为三对六件，现缺西列最南侧位置的客使。客使均为外族样貌和打扮，东列南侧的客使胡须卷曲连鬓，戴头巾，穿圆领窄袖袍，手捧方盒；中间的客使头戴冠，穿圆领窄袖袍，腰束革带，双手拱于胸前；北侧的客使头戴冠，内着交领衫，外穿圆领长袍，腰束革带，手捧方盒。西列南侧客使缺失；中间的客使前半部严重风化，仅能看出头戴冠，身穿长袍，腰束革带；南侧的客使蓄长须，戴卷顶帽，穿长袍，身前挂腰刀，手捧方盒[9]:175-179。

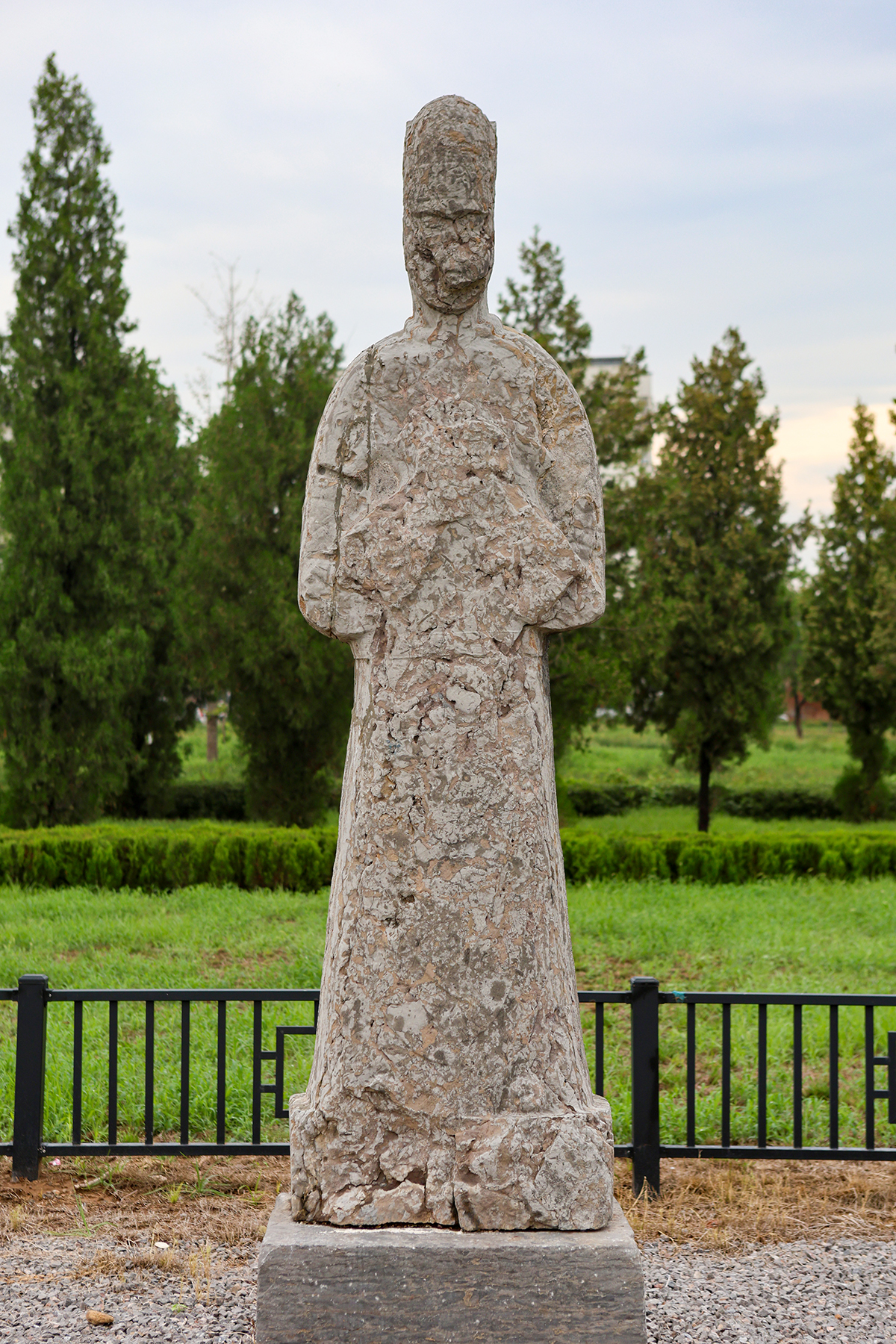
客使石像（西列南二）
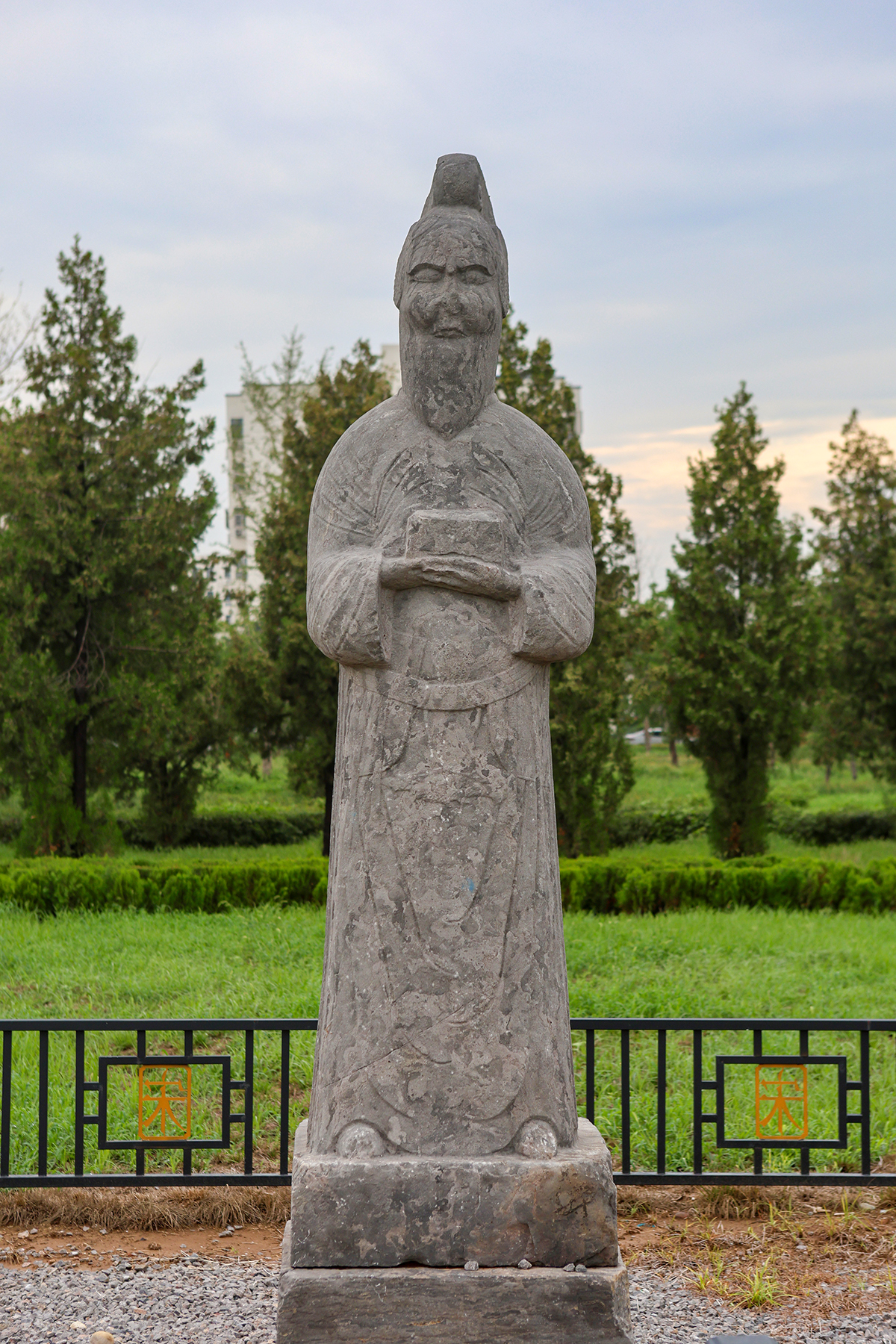
客使石像（西列南三）
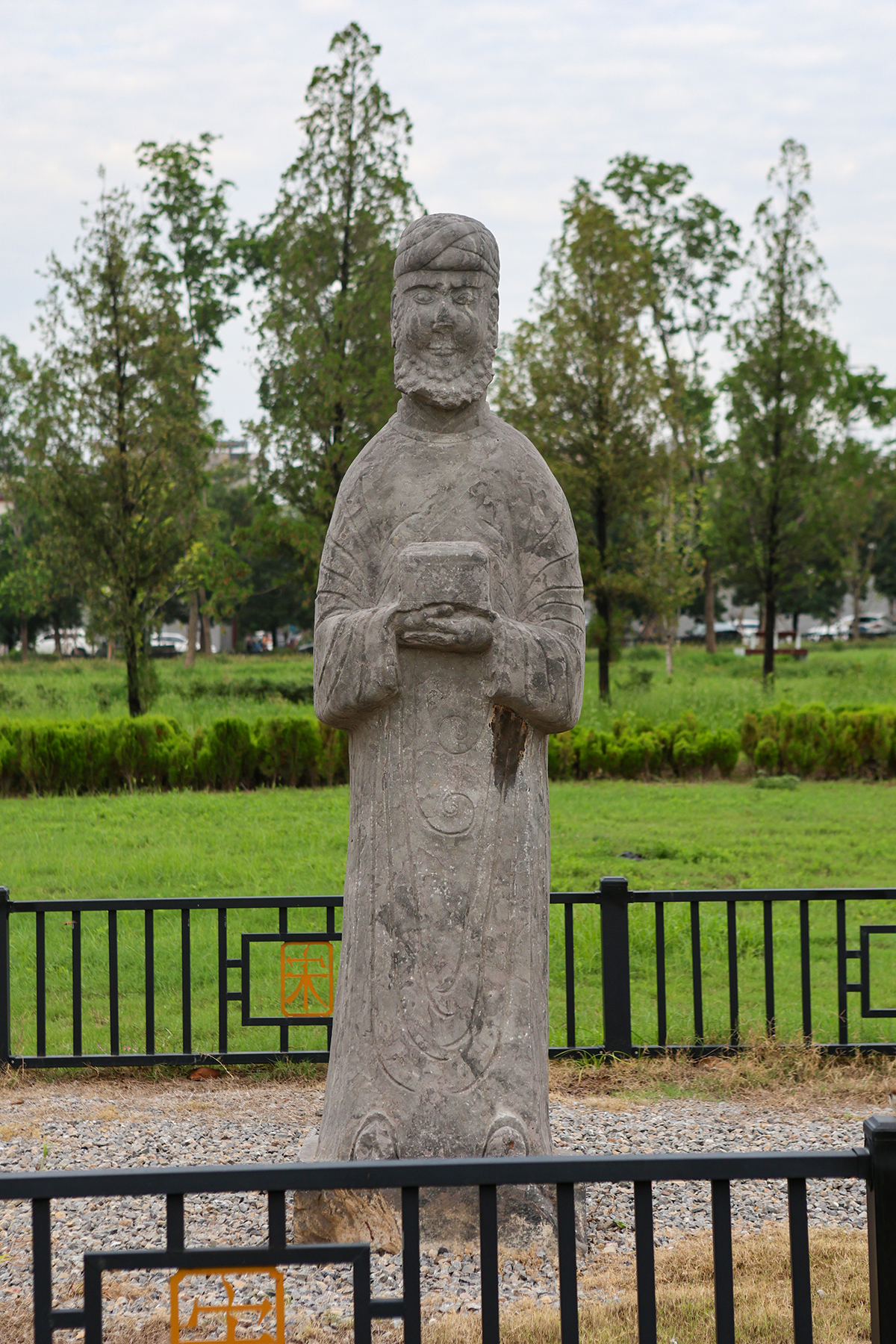
客使石像（东列南一）
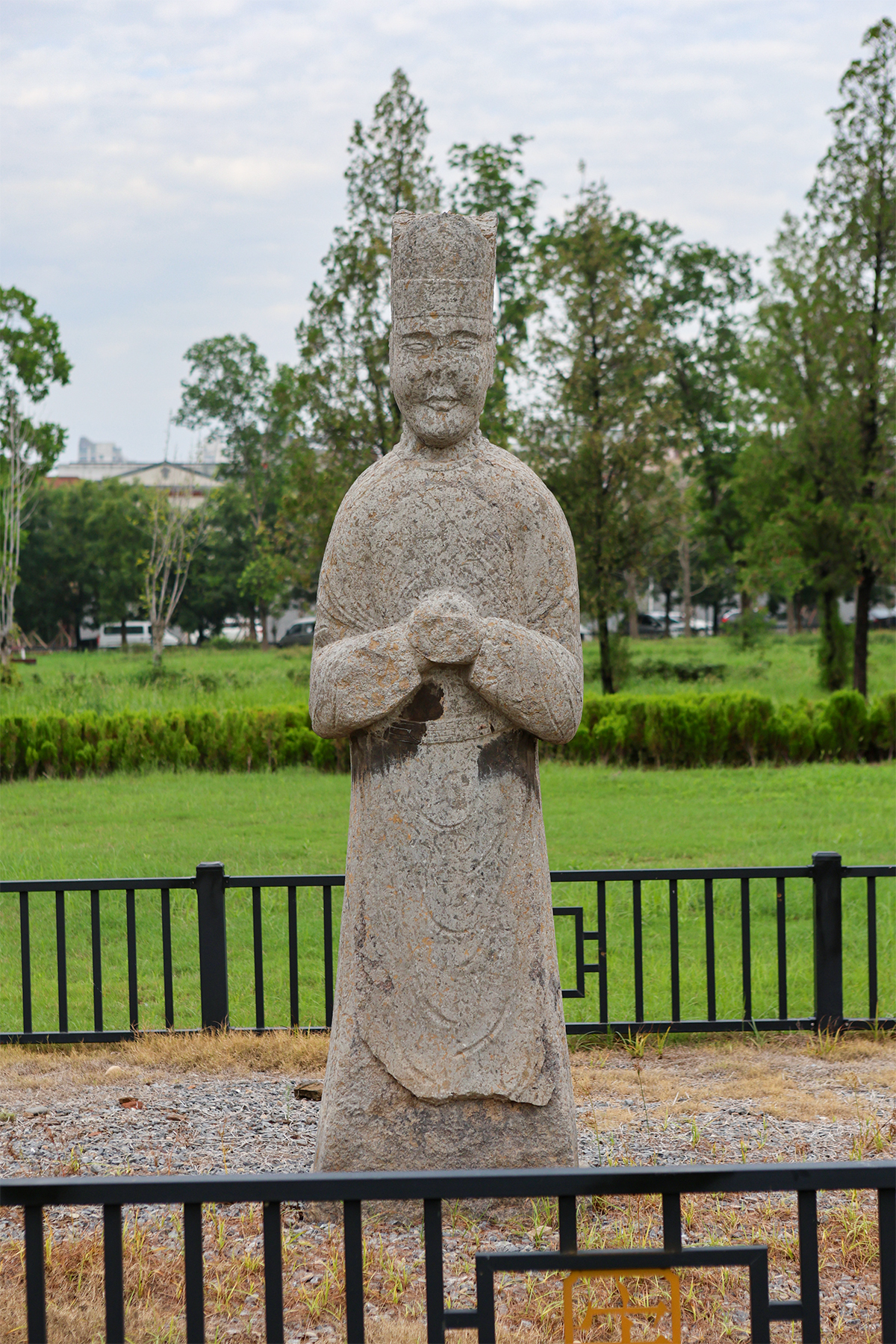
客使石像（东列南二）
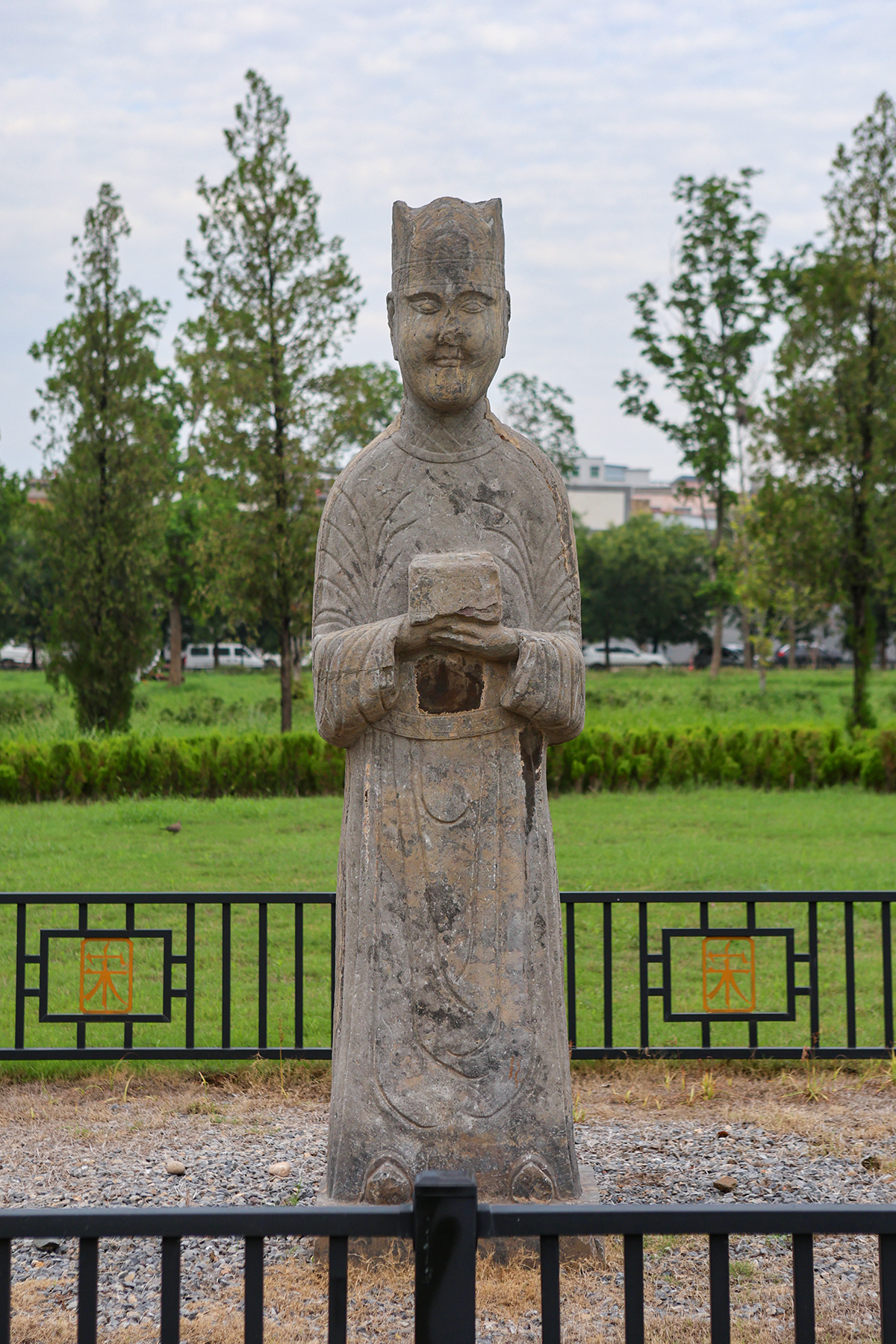
客使石像（东列南三）

- 武官四件：东西列各两件武官石像，均头戴三梁冠，饰额花，身穿右衽宽袖长袍，项间佩有方心曲领，腰系革带，双手拄剑[9]:182。

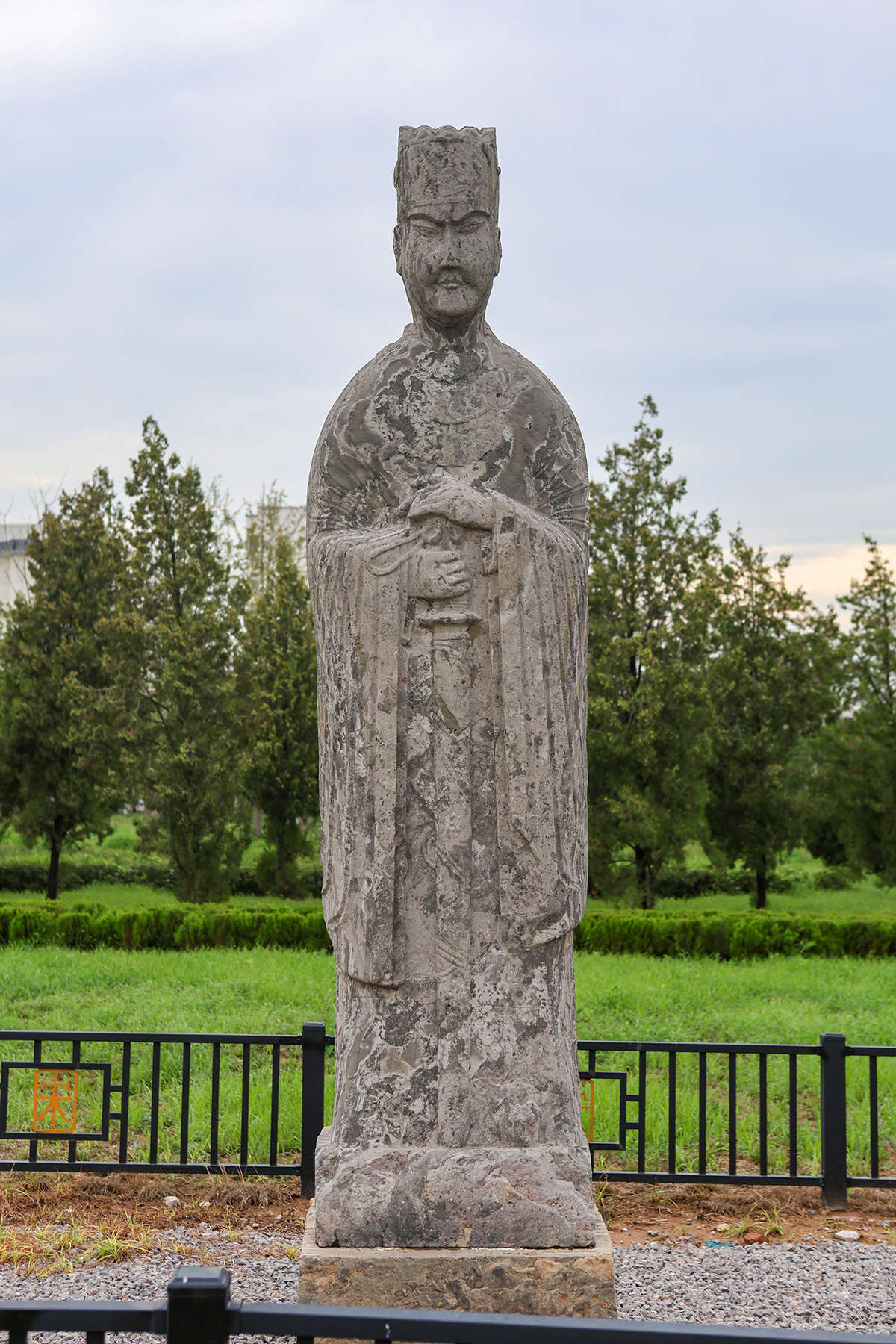
武官石像（西列南一）
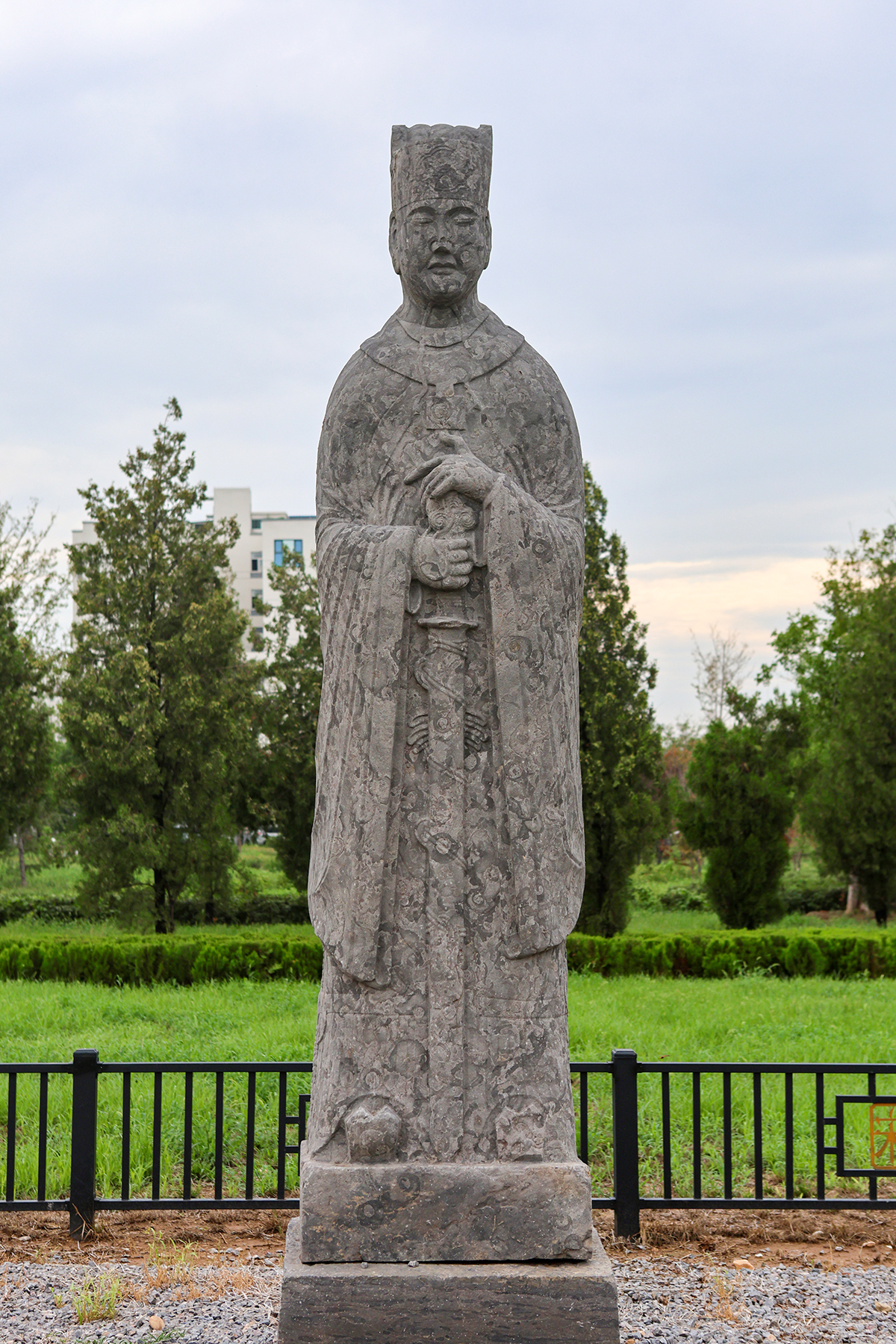
武官石像（西列南二）
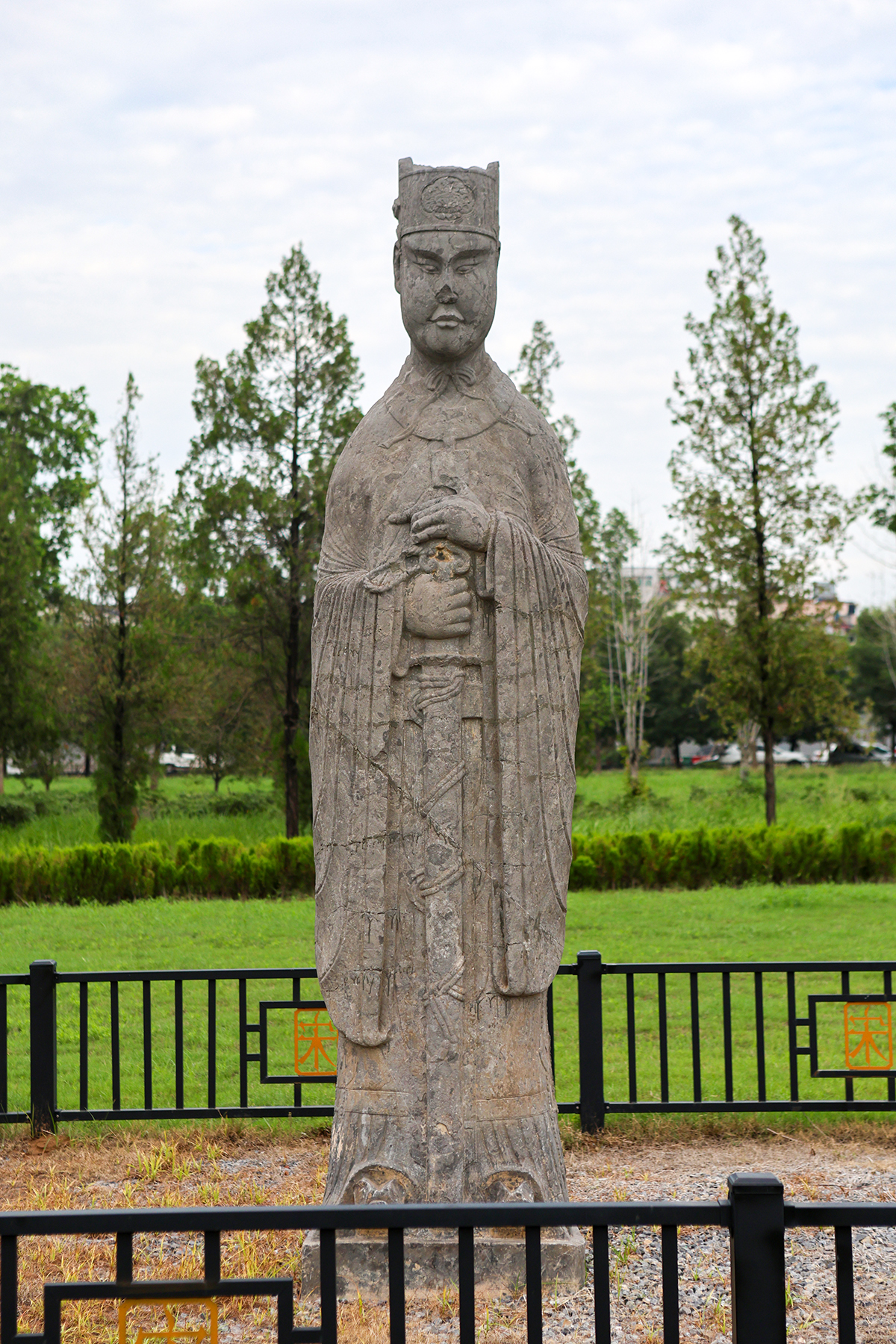
武官石像（东列南一）
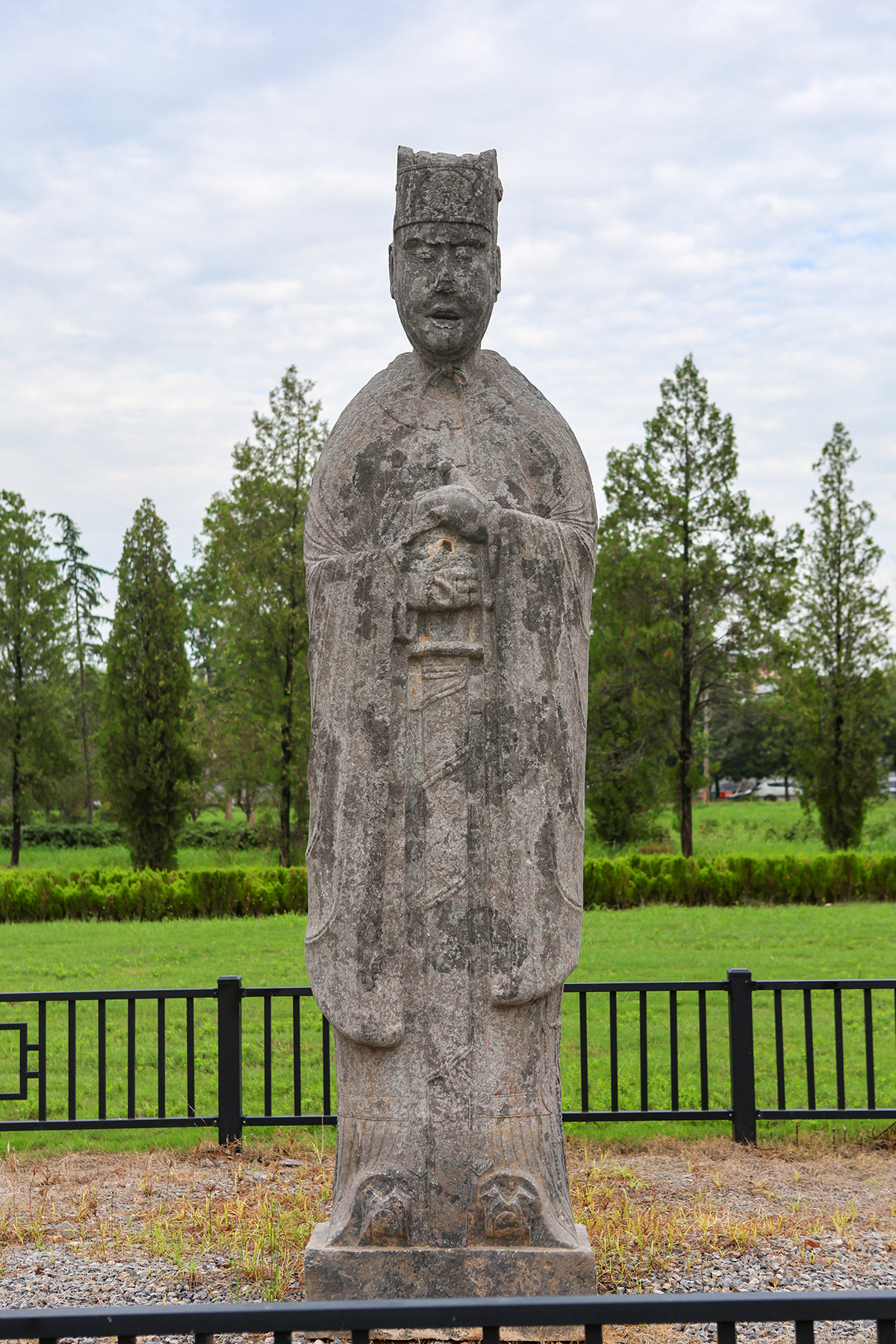
武官石像（东列南二）

- 文官四件：东西列各两件文官石像，衣冠与武官相同，惟身左侧佩长剑，双手执笏[9]:182。

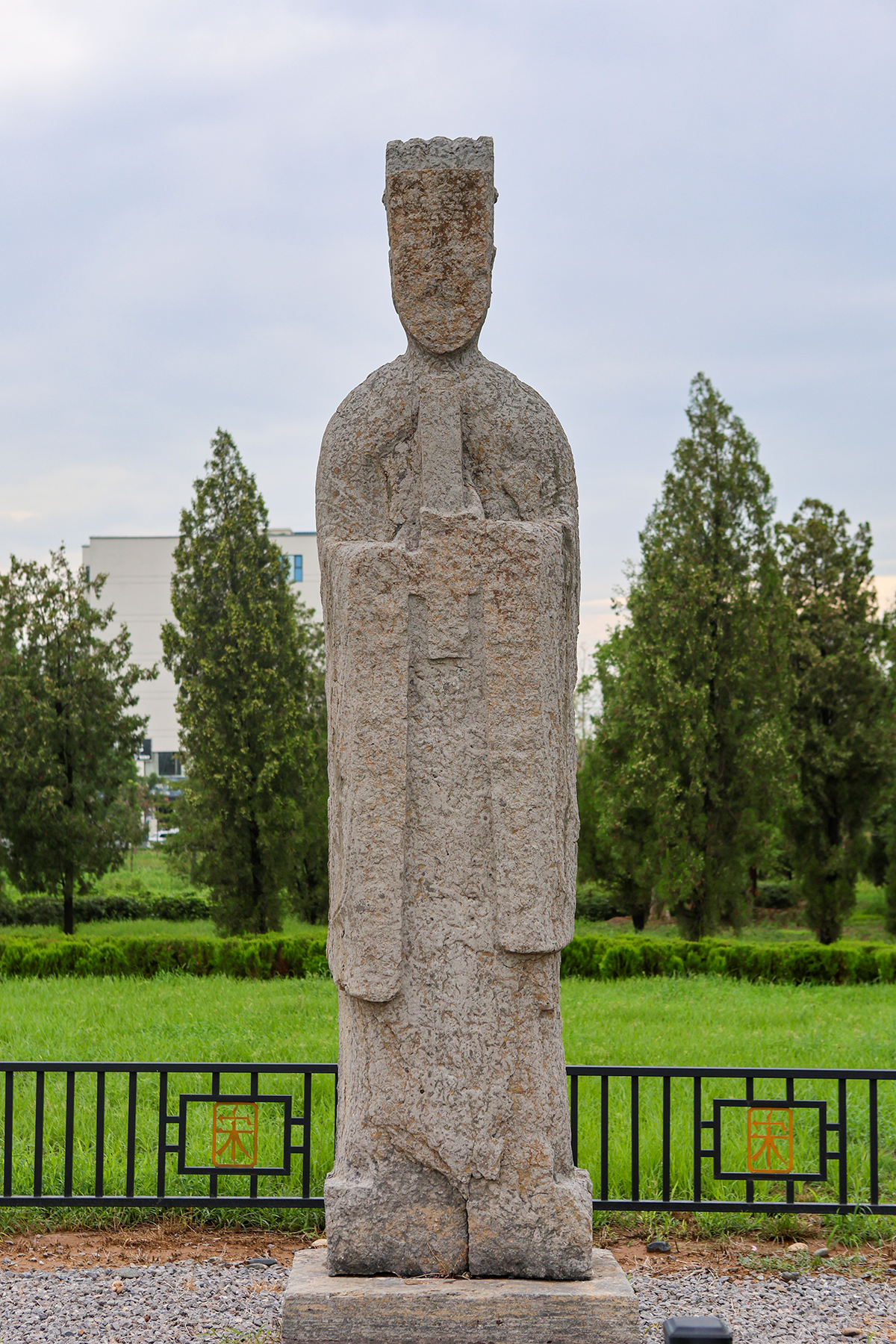
文官石像（西列南一）
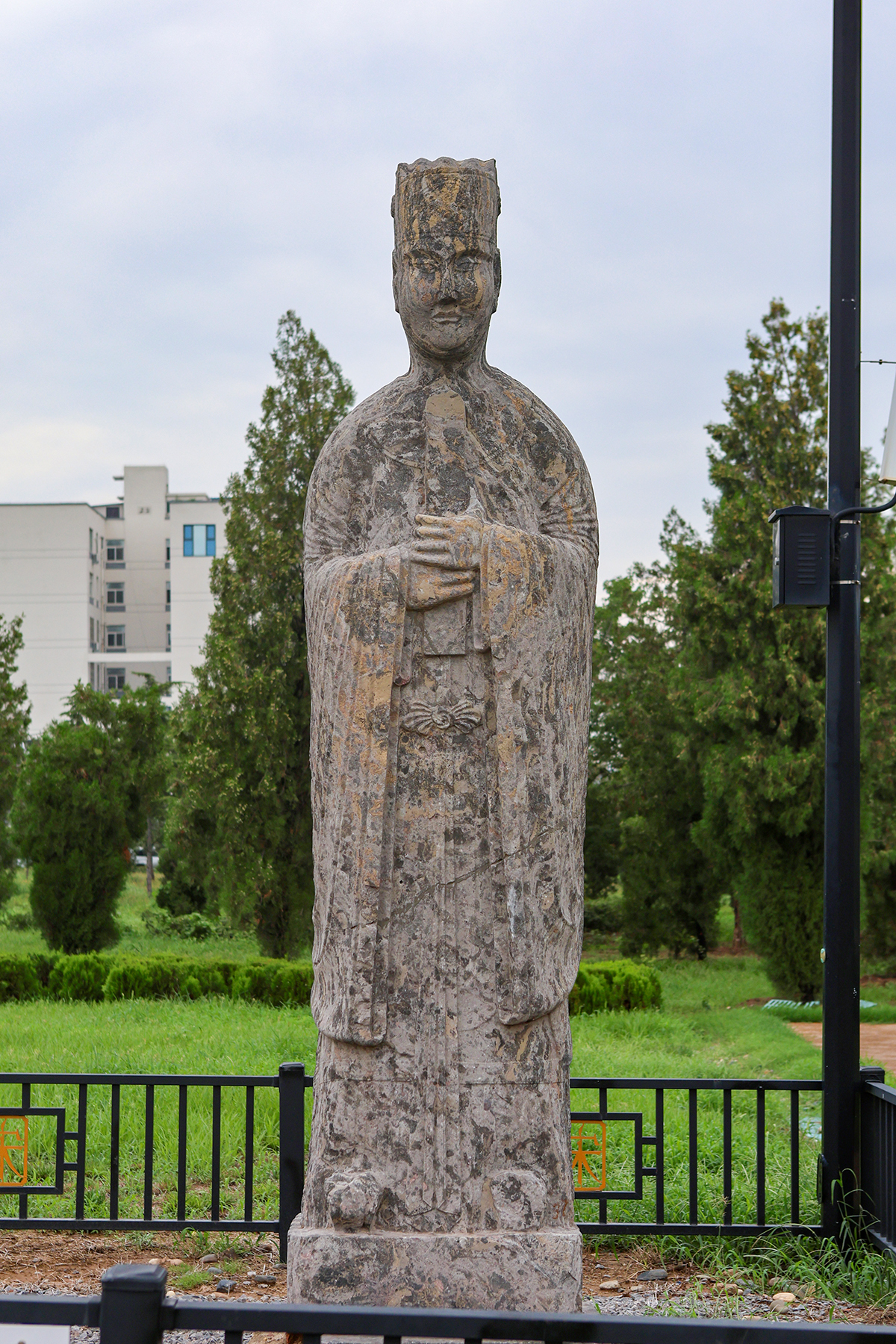
文官石像（西列南二）
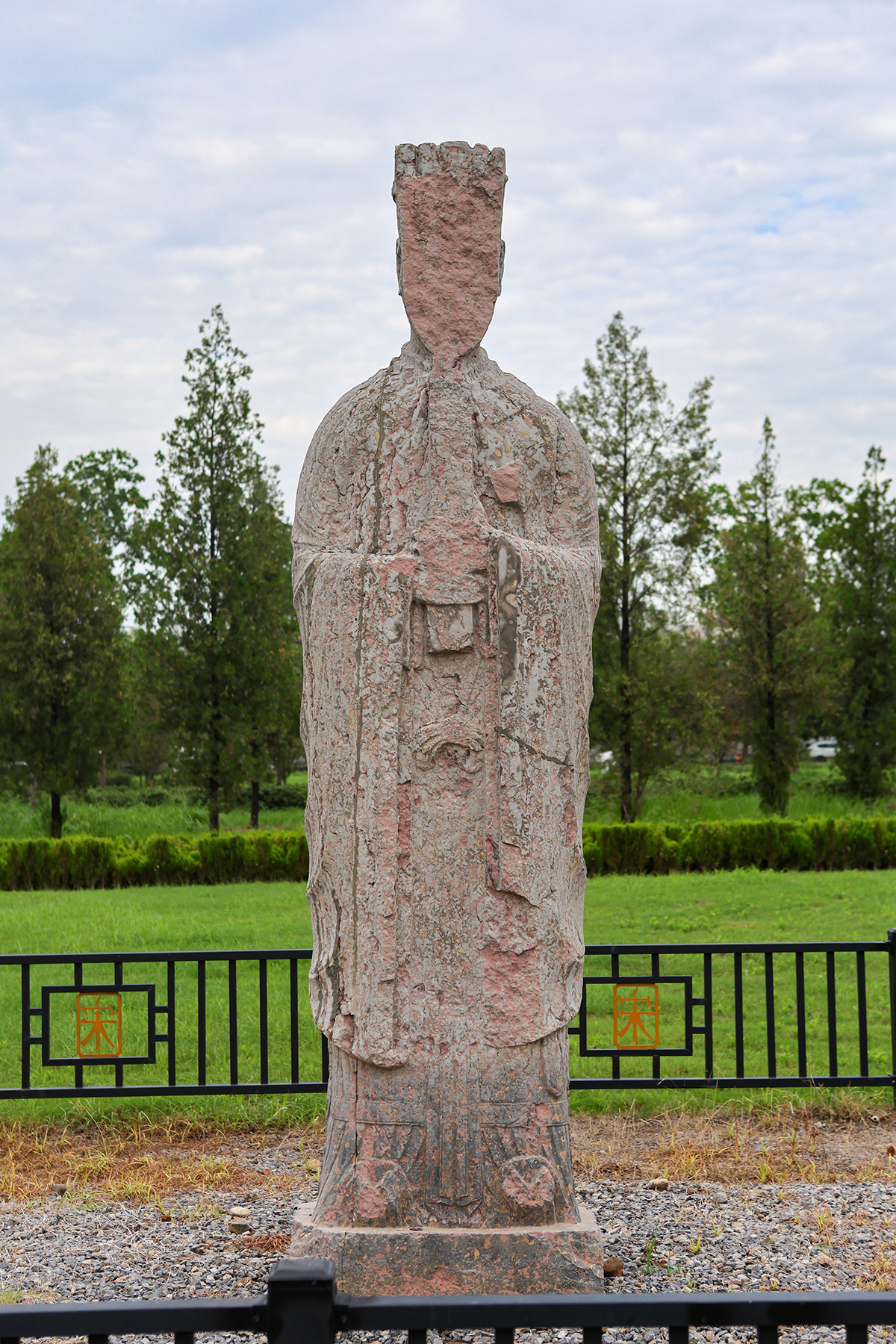
文官石像（东列南一）
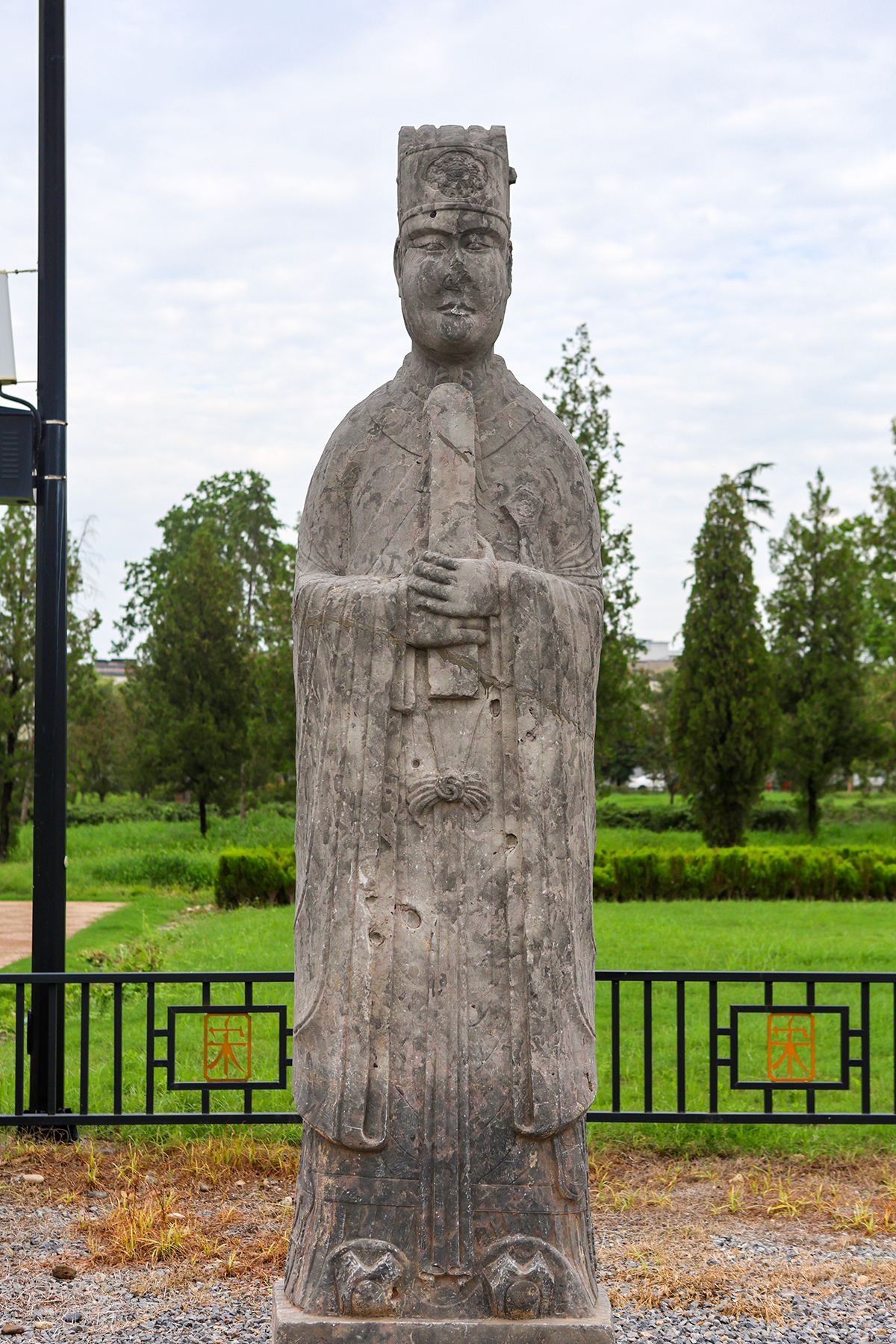
文官石像（东列南二）

- 南门狮两件：南神门前东西各有一件石狮，间距约23米，均为行走姿，卷鬣，项间有束圈，背部搭锁链[9]:189。

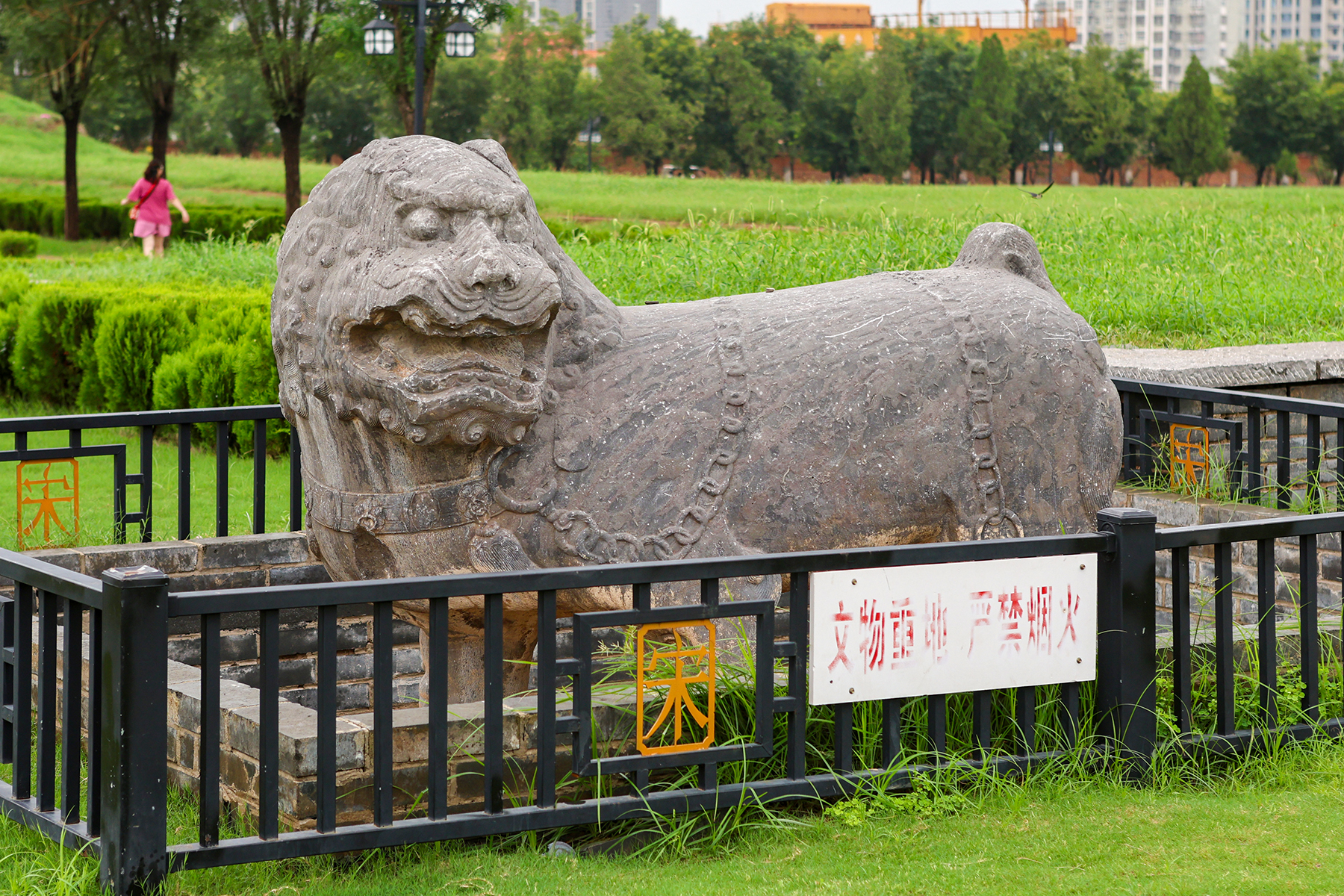
南神门石狮（西）
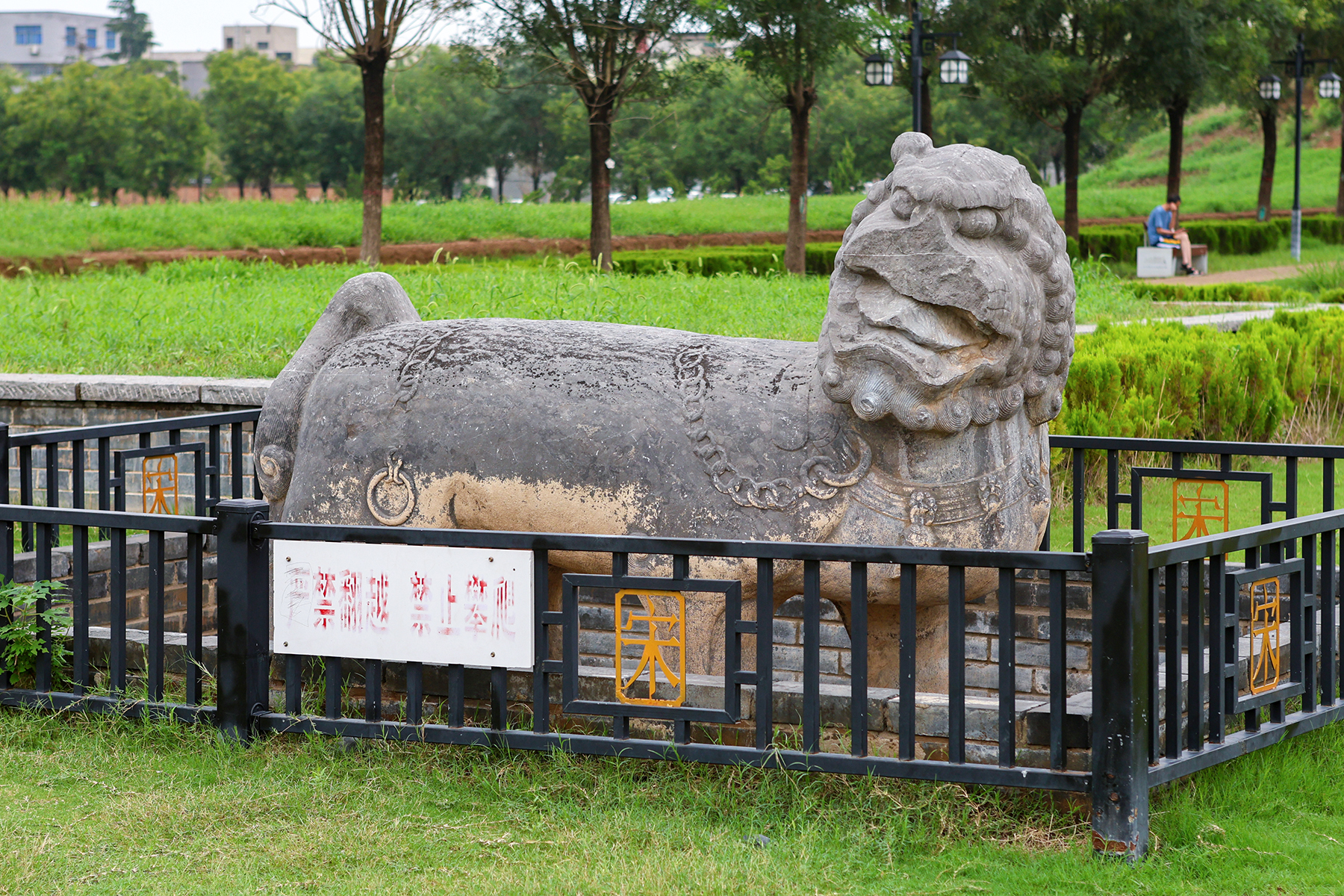
南神门石狮（东）

- 武士两件：南神门外东西各有一件武士石像，东西相距23.4米，均已严重残损[9]:182。

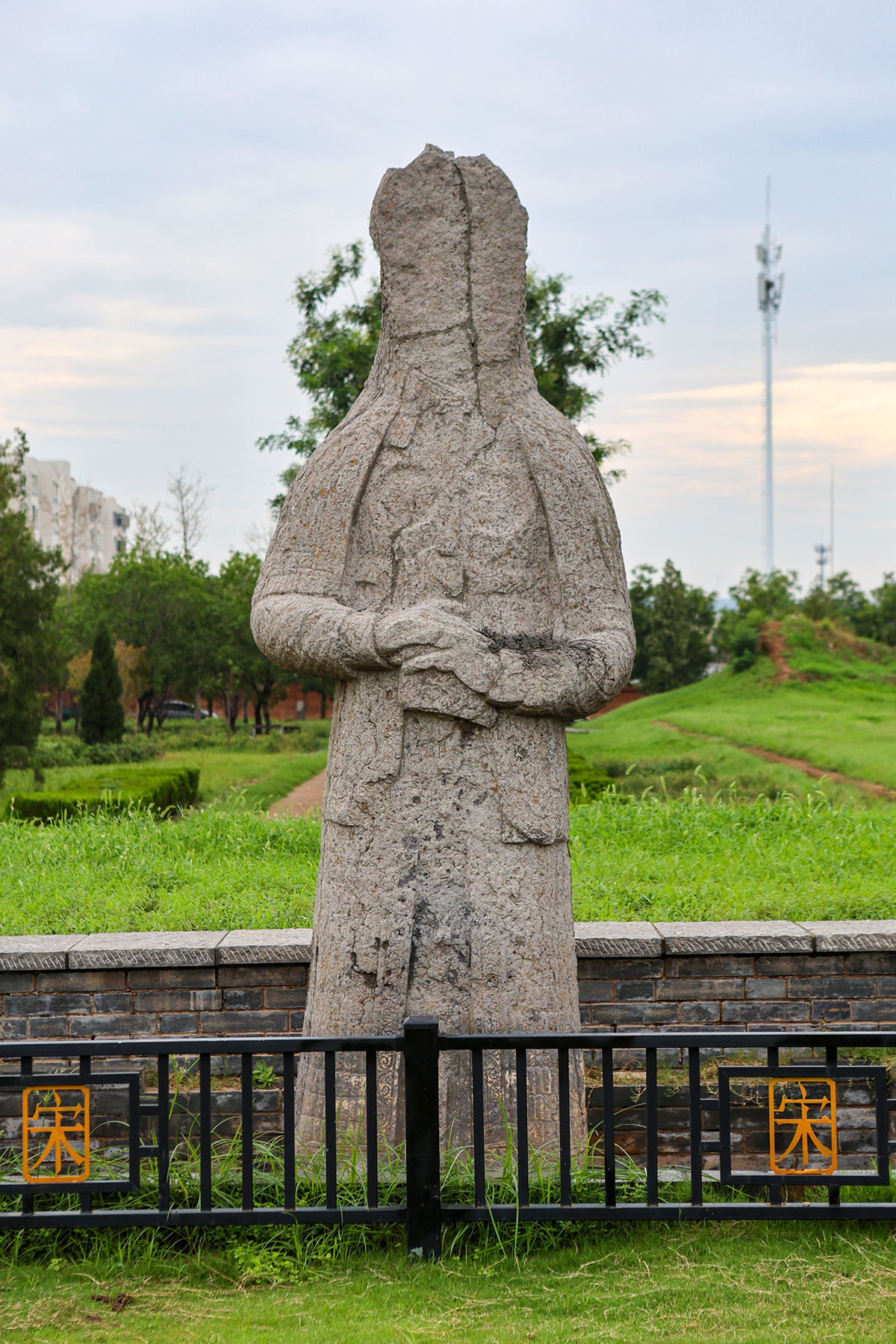
武士石像（西）
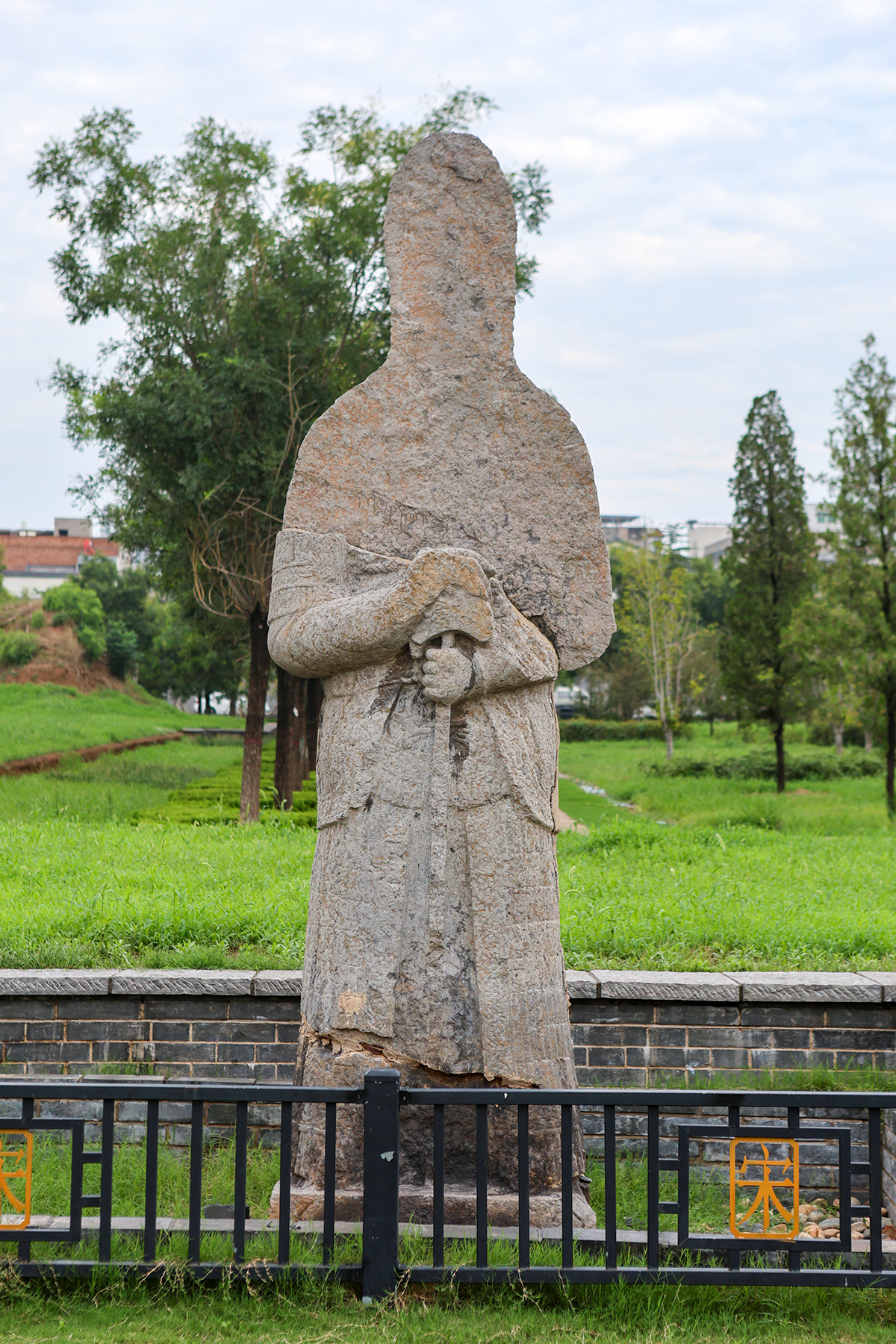
武士石像（东）

- 宫人四件：南神门内和陵台前各有一对宫人石像，均头戴幞头，两侧饰以凤翅纹，穿圆领长袍，腰系革带。南神门内的一对宫人东西间距9.8米，穿宽袖袍服，双手持拂尘。陵台前的一对宫人东西间距29.1米，穿窄袖袍服，叉手恭立[9]:182-189。

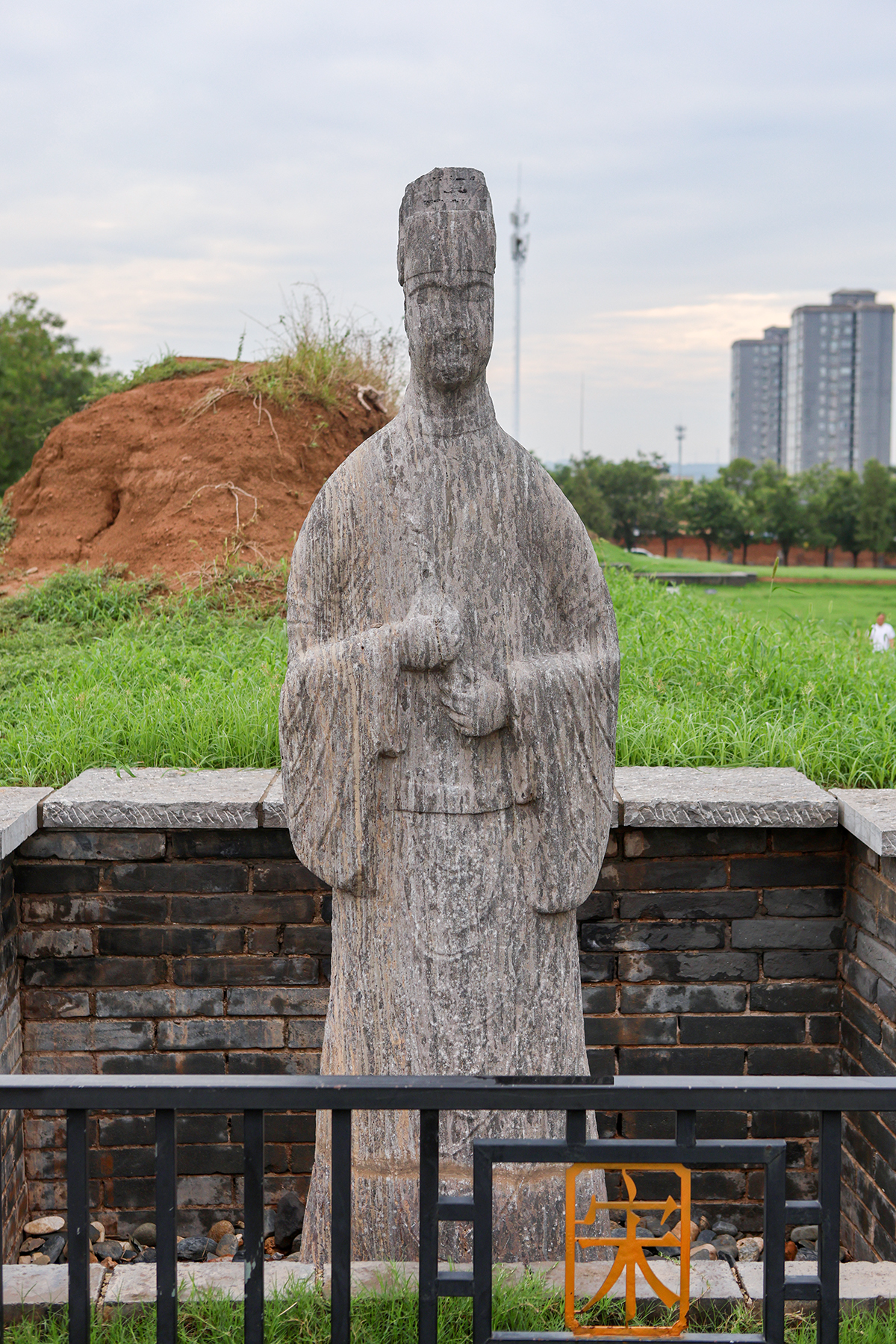
南神门宫人石像（西）
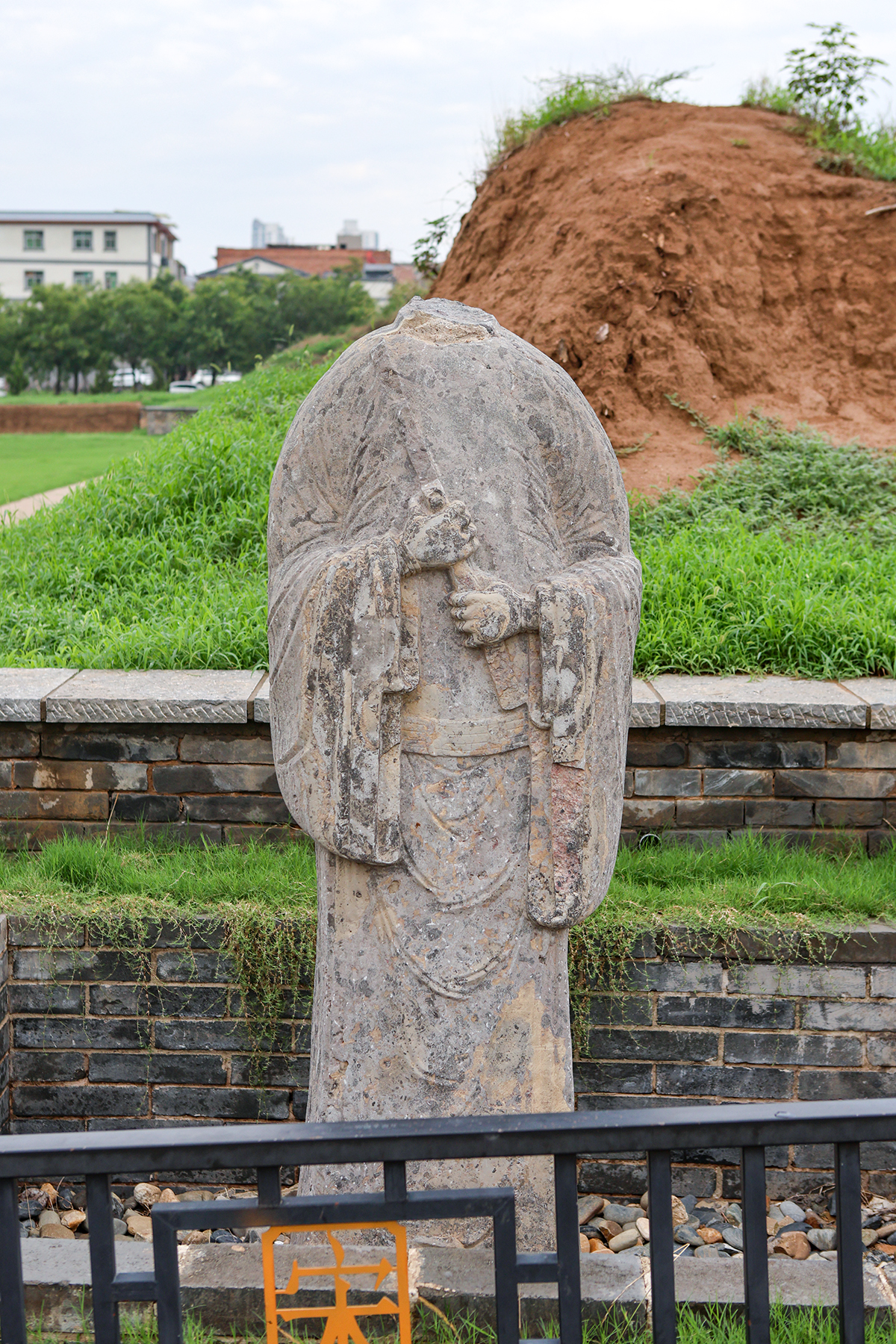
南神门宫人石像（东）
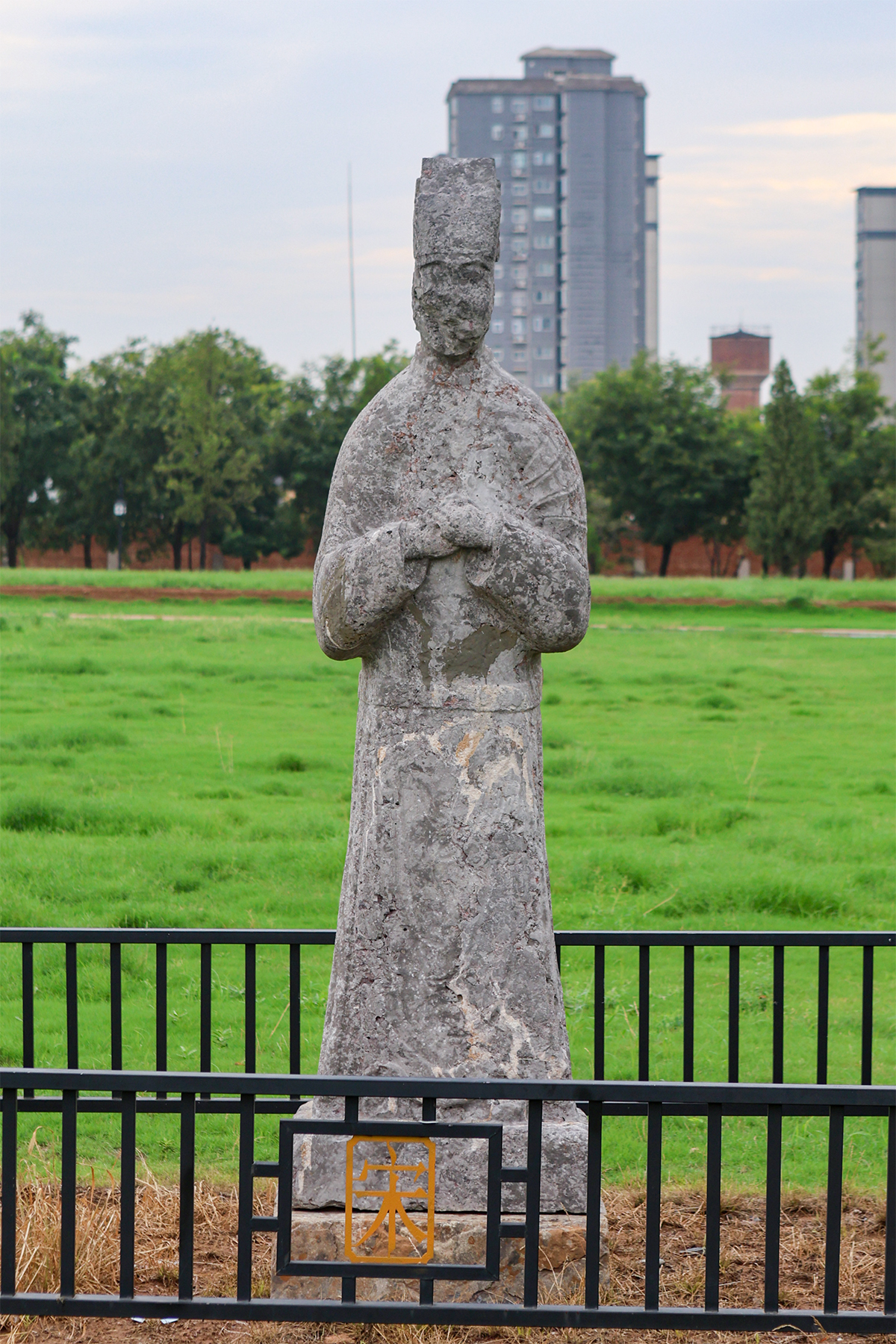
陵台前宫人石像（西）
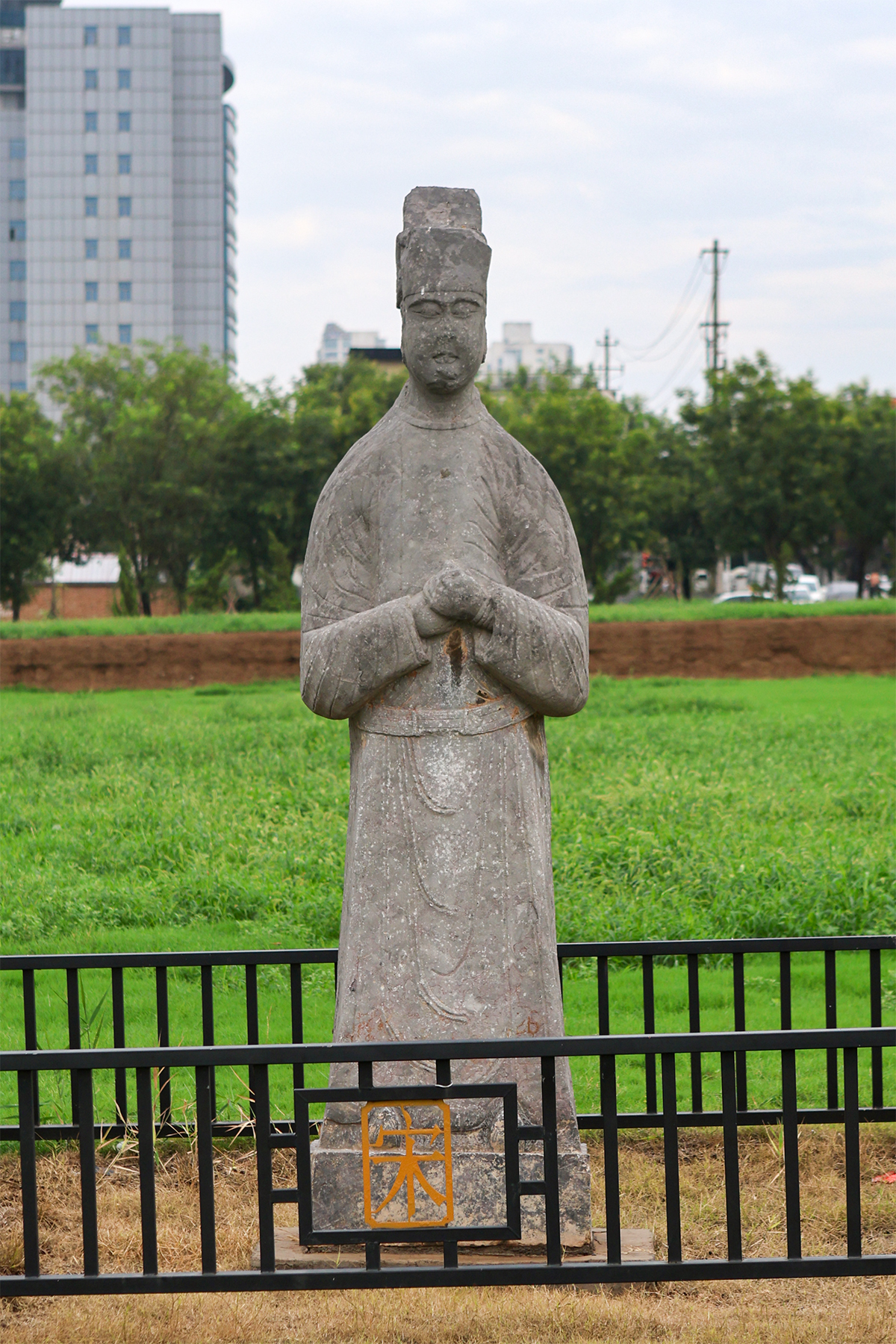
陵台前宫人石像（东）

除此之外，东、西、北三神门外分别有两件门狮，均为蹲坐姿，左牡右牝，牡狮卷鬣，牝狮披鬣。除北神门东狮和西神门南狮为张口外，其余石狮均为合口:189。

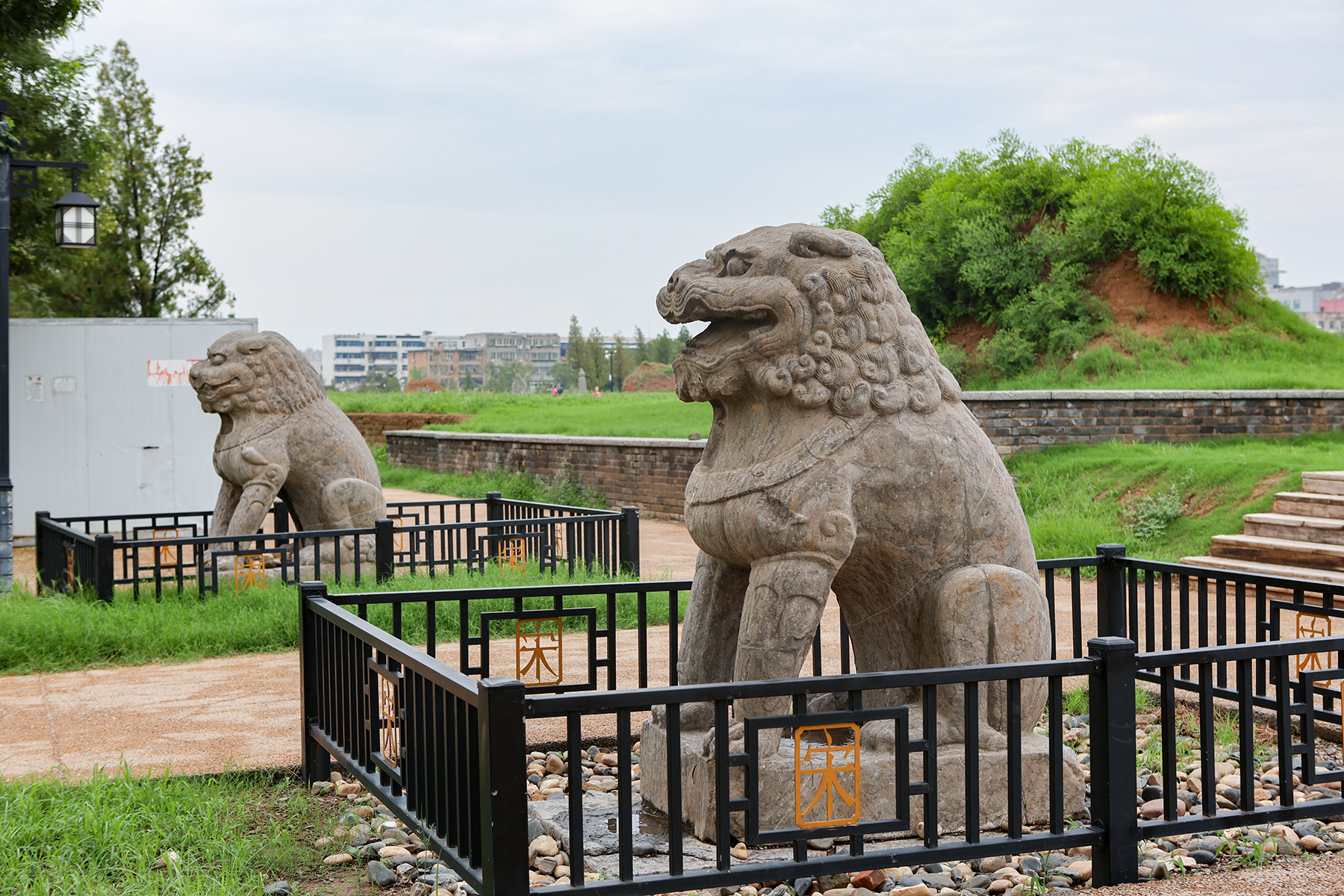
西神门石狮
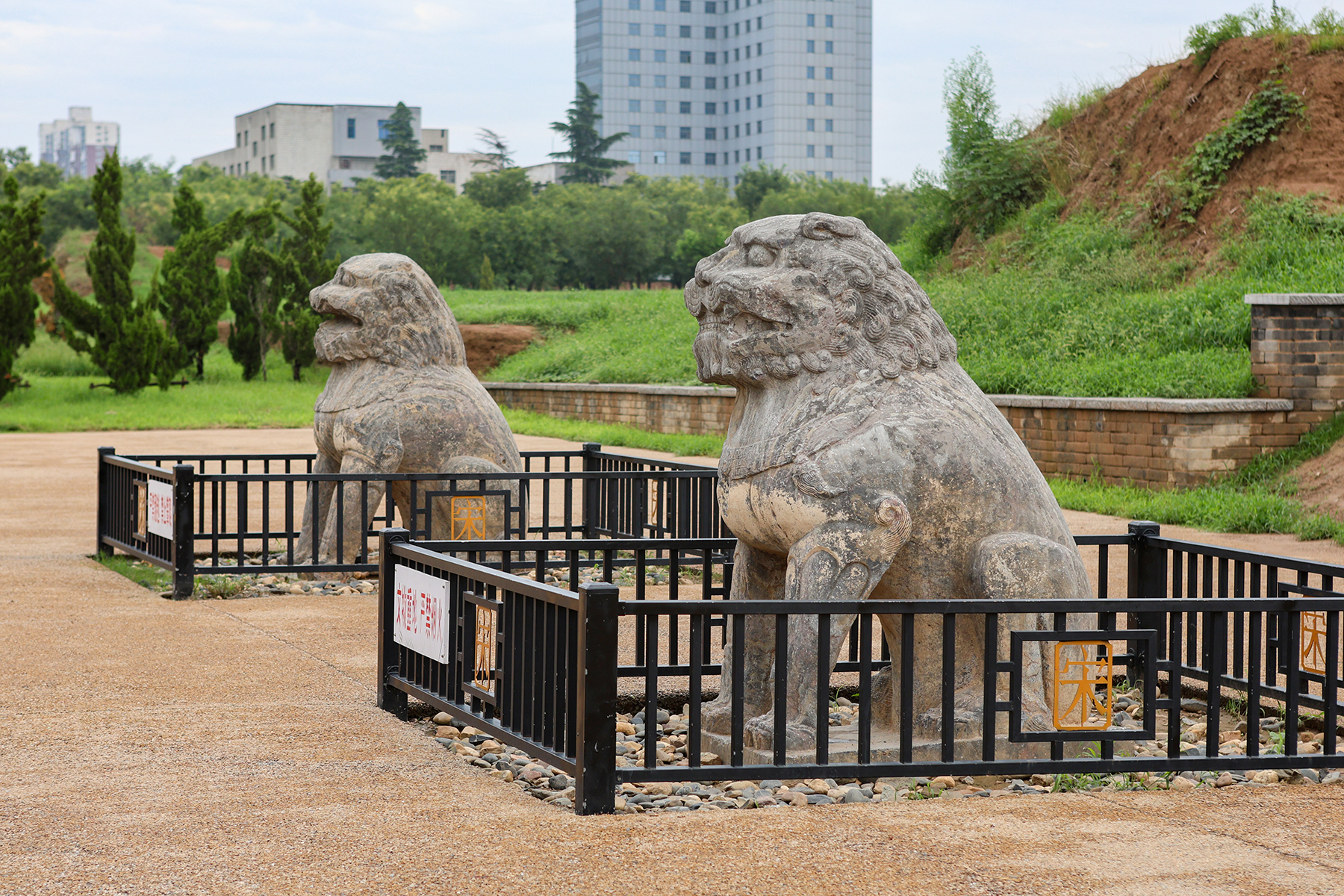
北神门石狮

### 下宫

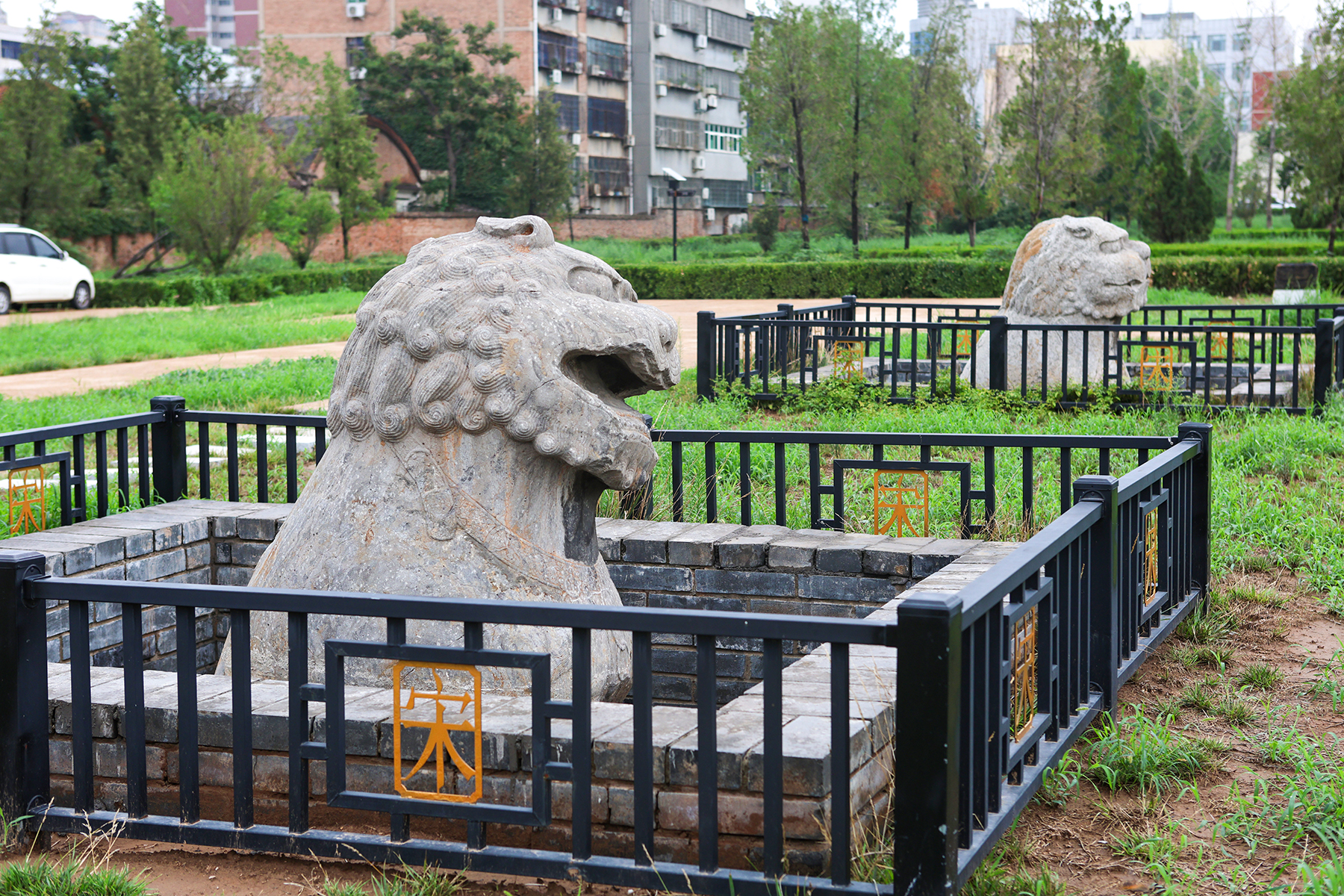
永厚陵下宫南门石狮

永厚陵的下宫位于祔葬的宣仁圣烈高皇后陵以北。据记载，永厚陵的下宫由正殿、影殿、斋殿等部分组成，正殿中安放着龙輴，后面摆放着御座；影殿中安放着皇帝的御容，东面的帷帐中安放着神帛，后面则存放着皇帝生前穿过的衣物数件。斋殿旁边为守陵宫人的居所，东边设有浣濯院，南面是厨房。厨房以南是陵使和副使的办公居所。
永厚陵下宫遗址位于高后陵以北70米处，东南距永厚陵上宫约270米。其位于巩义市区内，1995年因市内道路修建而被破坏。现存一对南门石狮，东狮披鬣合口，西狮卷鬣张口:197。

### 宣仁圣烈高皇后陵

宣仁圣烈皇后画像

永厚陵祔葬宣仁圣烈高皇后后陵一座，紧邻永厚陵宫城的西北隅。宣仁圣烈皇后高氏为宋英宗赵曙的发妻，英宗即位后册立为皇后。治平四年（1067年）英宗去世，神宗即位，尊其为皇太后，元丰八年（1085年）神宗去世，高太后又被尊为太皇太后，因即位的宋哲宗赵煦年幼，其垂帘听政达九年，于元祐八年（1093年）九月病逝，享年62岁。

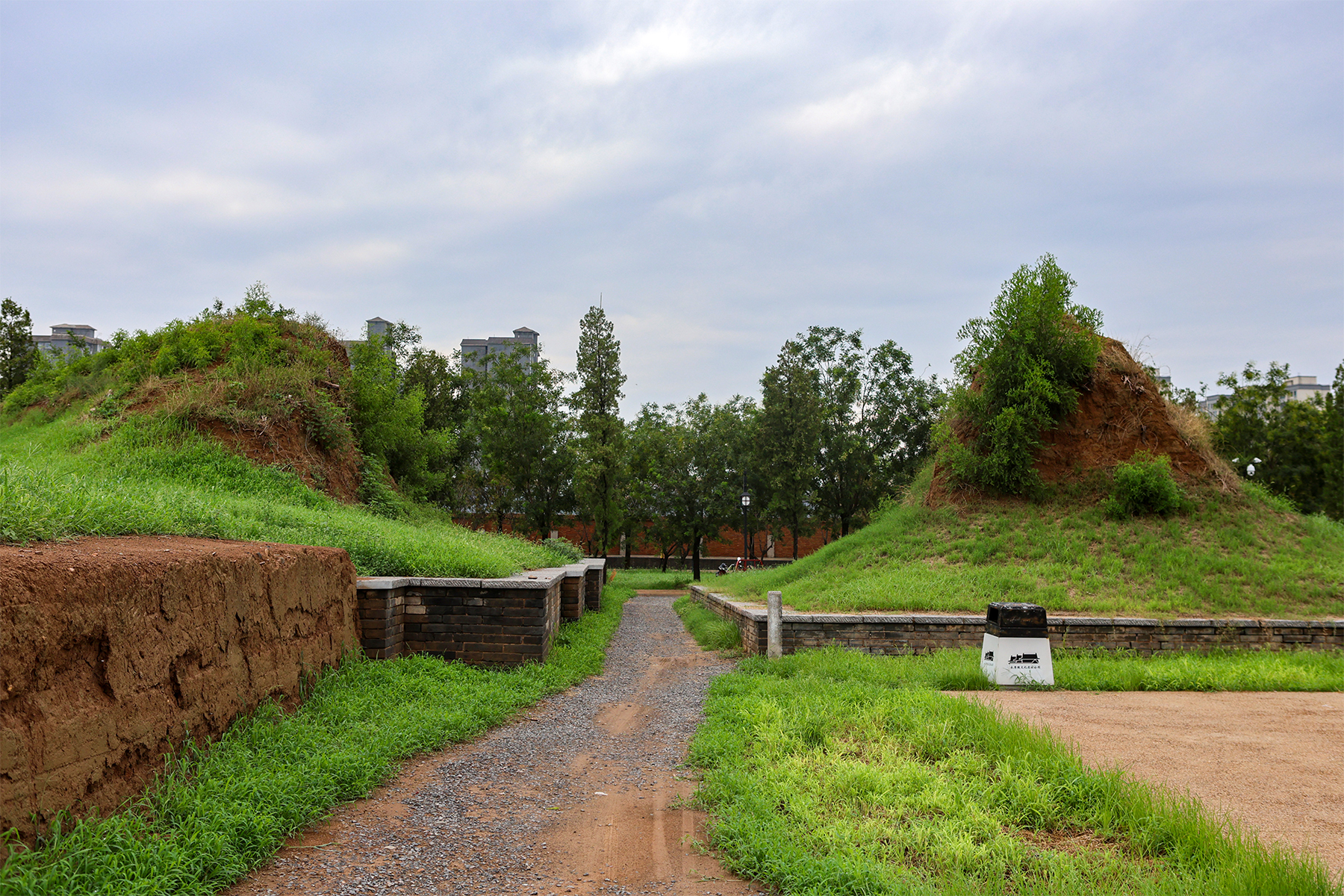
永厚陵西北角阙基址（左）和宣仁圣烈皇后陵西鹊台基址（右）

元祐八年（1093年）九月八日，命宰臣吕大防为山陵使，户部尚书李清臣为礼仪使，御史中丞李之纯为仪仗使，权兵部侍郎韩宗师为卤簿使，龙图阁直学士、权知开封府钱勰为桥道顿递使，侍卫亲军步军副都指挥使姚麟为修奉山陵都护，入内内侍省都知张茂则为山陵都大管勾，开始山陵修造和丧礼筹备事宜，制度依慈圣光献皇后陵。次年三月五日，高太皇太后入葬。
宣仁圣烈高皇后陵（高后陵）地面上的主要建筑现均存基址，最南端为两座鹊台，东西间距36米，鹊台南距永厚陵宫城的西北角阙仅8米。鹊台以北12米处为两座乳台，乳台以北42米处为宫城，据现存的门阙和角阙基址位置，实测宫城边长约为120米，与慈圣光献曹皇后陵的规模一致，符合史料记载。宫城的正中为陵台，现存陵台位于南神门门阙基址以北45米处，平面呈方形，高10.9米，底部边长26米，顶部边长5-6米:189-190。
高后陵现存石像27件，缺失控马官石像一件和宫人石像两件。除四神门的门狮外，其余石像均分列于乳台以北的神道两侧，东西间距33.2米。因神道较短，每列的石像与石像间距较窄，仅为1.2-1.5米。神道两侧现存石像从南到北依次为望柱两件、马与控马官两组（共有马两件、控马官三件）、虎四件、羊四件、武官两件、文官两件。除此之外，四神门外各有两件门狮，均为蹲坐姿:190-197。

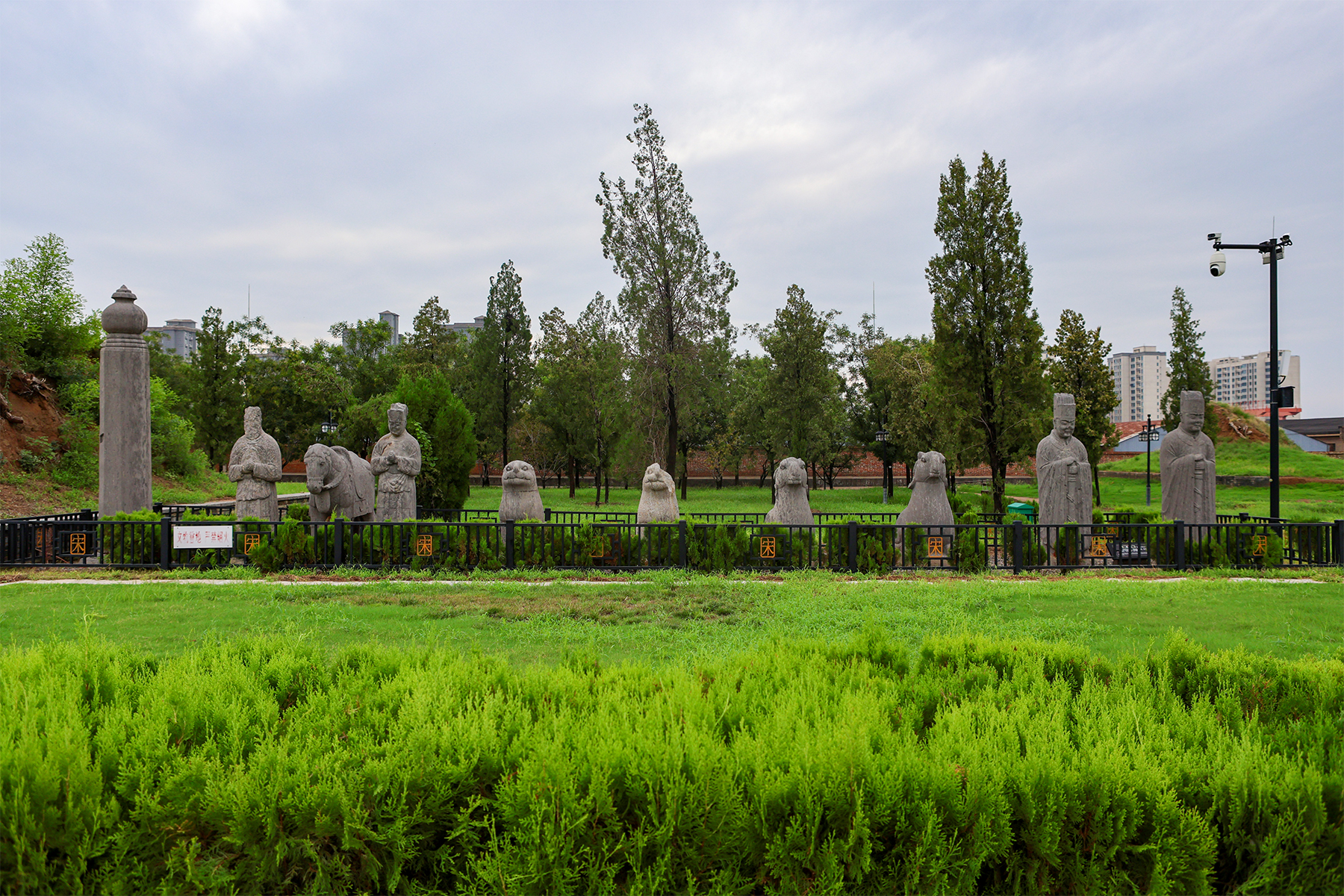
神道西列石像
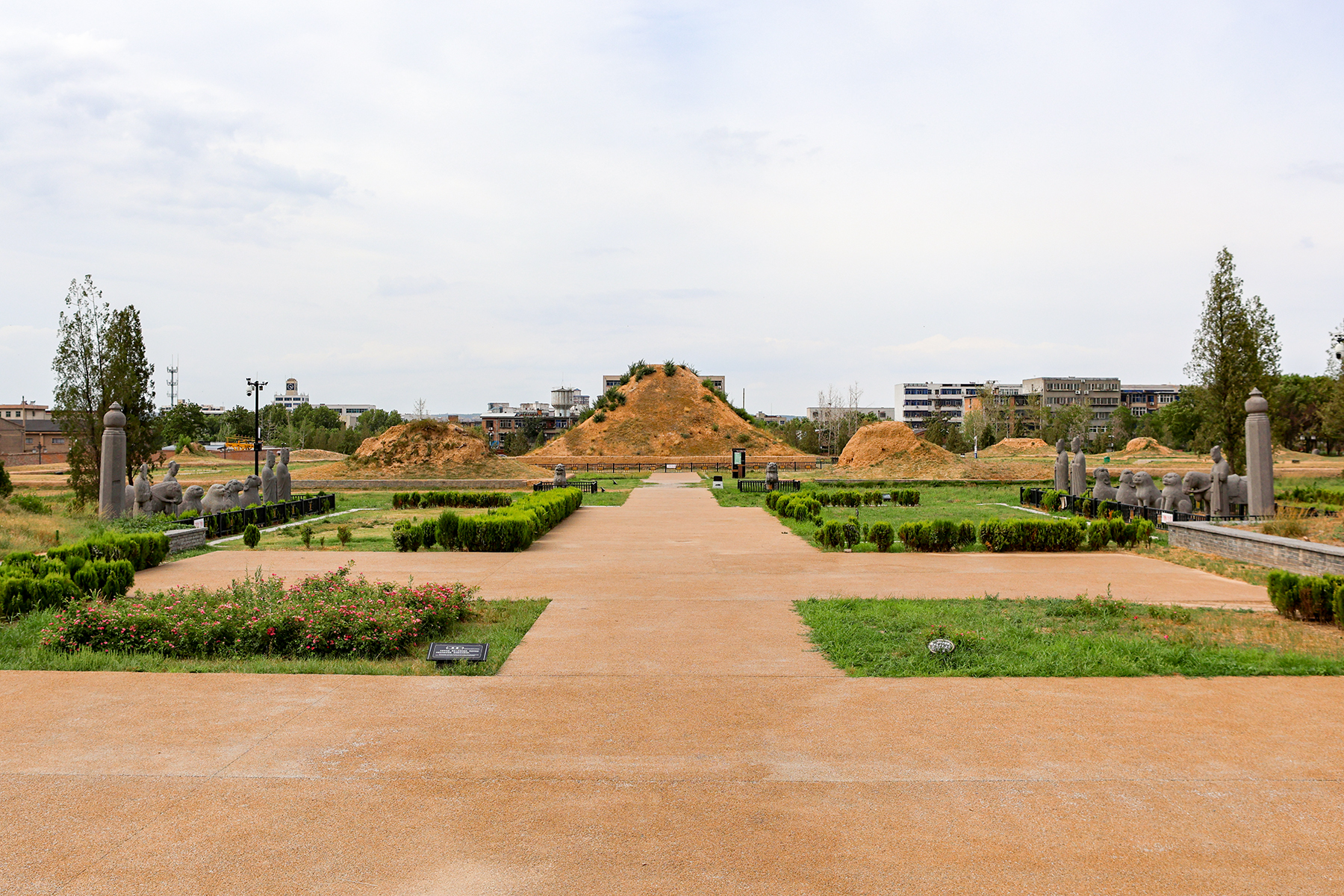
神道与陵台
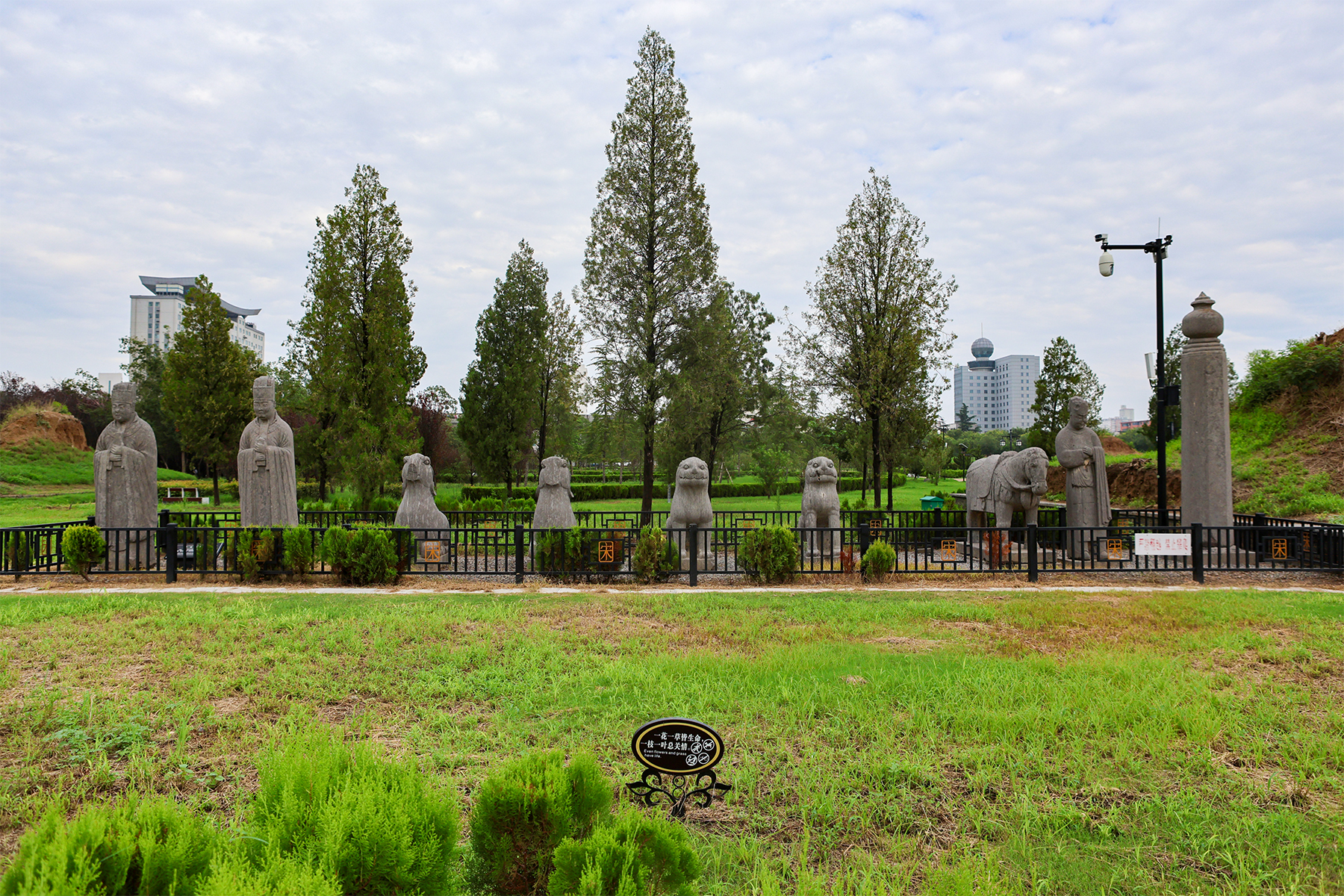
神道东列石像

### 陪葬墓
永厚陵的陪葬墓均位于宣仁圣烈高皇后陵的西北，其中的三座已被考古发掘，分别为魏王赵頵墓，燕王赵颢墓和兖王赵俊墓。另外，在该区域还曾经发现“宋故燕国公主追封记”碑和“故邓国长公主追封记”碑，墓主分别为宋神宗的长女燕国公主和第八女邓国长公主，但两座公主墓的具体位置已无考:197。

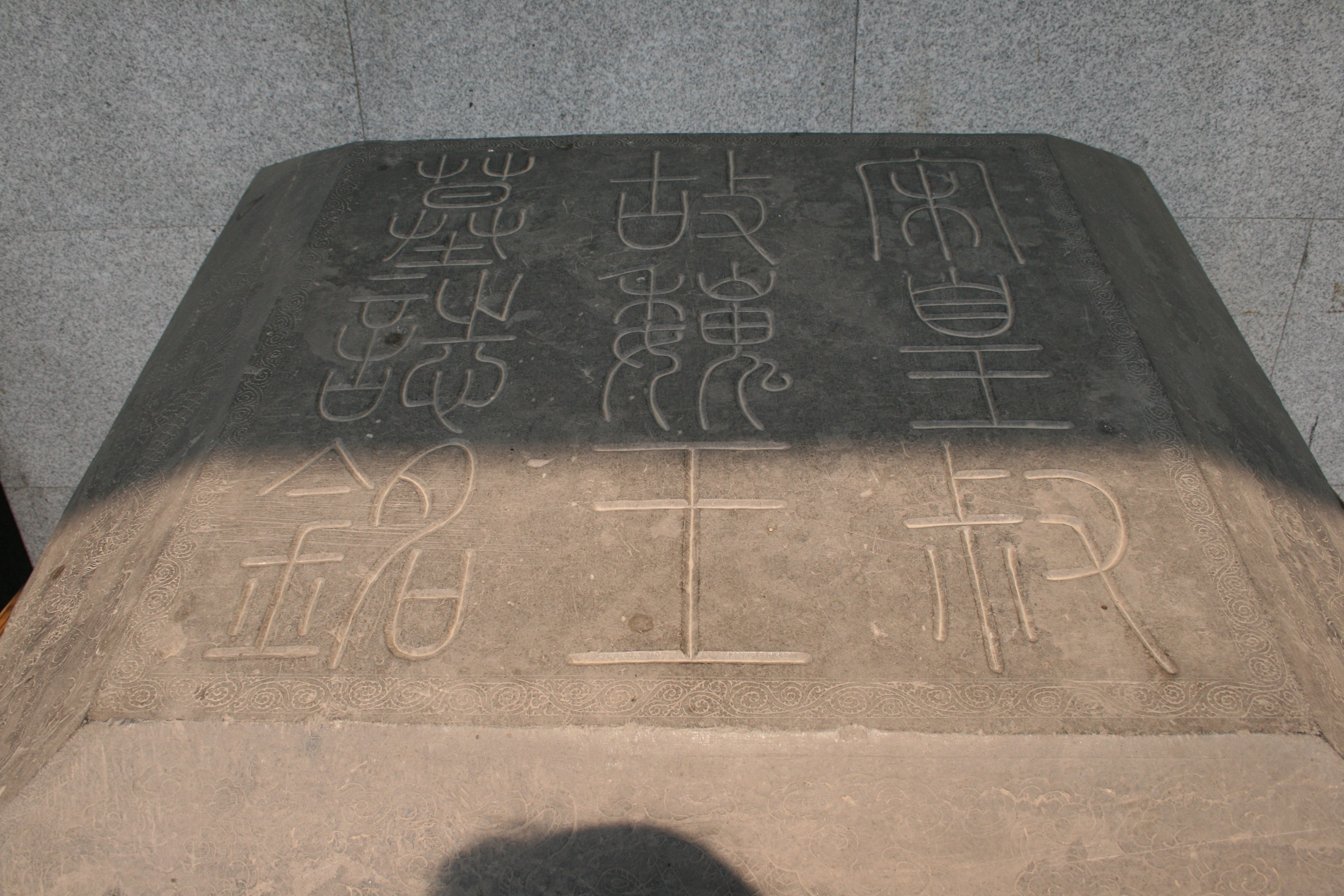
宋皇叔故魏王墓志铭，现藏河南博物院

魏王赵頵墓位于高后陵西北约850米处，于1961年发掘清理。墓主赵頵为宋英宗第四子，母为宣仁圣烈皇后，元祐三年（1088年）薨，享年33岁。该墓的地宫由墓道、墓门、甬道和墓室组成，墓道倾斜，长13.5米，北端宽5.52米。墓门位于墓道最北端，为青石材质，门额为仿木构建筑样式，砌有三组斗拱。墓门以北为甬道，砖砌拱券顶，宽3.08米，高4.1米。甬道北端为墓室，平面为圆形，直径6.54米，高6.48米。该墓发现四个盗洞，说明已被多次盗掘，陪葬品已被盗空，仅存墓志两盒，分别为“宋皇叔故魏王墓志铭”和“宋皇叔益端献王妻越国夫人墓志铭”:198。
燕王赵颢墓位于魏王赵頵墓东南约100米处，1985年因巩义站货场建设而进行发掘清理。墓主赵颢为宋英宗次子，母为宣仁圣烈皇后，绍圣三年（1096年）薨，享年47岁。该墓的地宫亦由墓道、墓门、甬道和墓室组成，但与魏王赵頵墓不同，该墓的墓室为上下两层，上层为砖筑，平面呈圆形，穹顶，直径8米，高6米；下层为石砌，平面呈方形，位于上层墓室内的中部。下层墓室东西两侧各立一方形石柱，上架方形过梁，过梁上覆盖条石。该墓发掘时已被严重盗掘，出土“宋皇叔故燕王墓志铭”一盒以及一些定窑白瓷的碎片:199。
兖王赵俊墓位于宣仁圣烈高皇后陵西北约300米处，1988年因面粉厂建设而发掘清理。墓主赵俊为宋英宗第三子，薨于熙宁十年（1077年），享年仅4岁。该墓出土“宋故兖哀献王墓志铭”一盒，墓前发现“宋故兖哀献王追封记”石碑一通和神道石像五件，分别为望柱两件、虎一件、羊一件、武官一件:199-205。